# Liste der Kulturdenkmale in der Äußeren Neustadt (Dresden, L–Z)

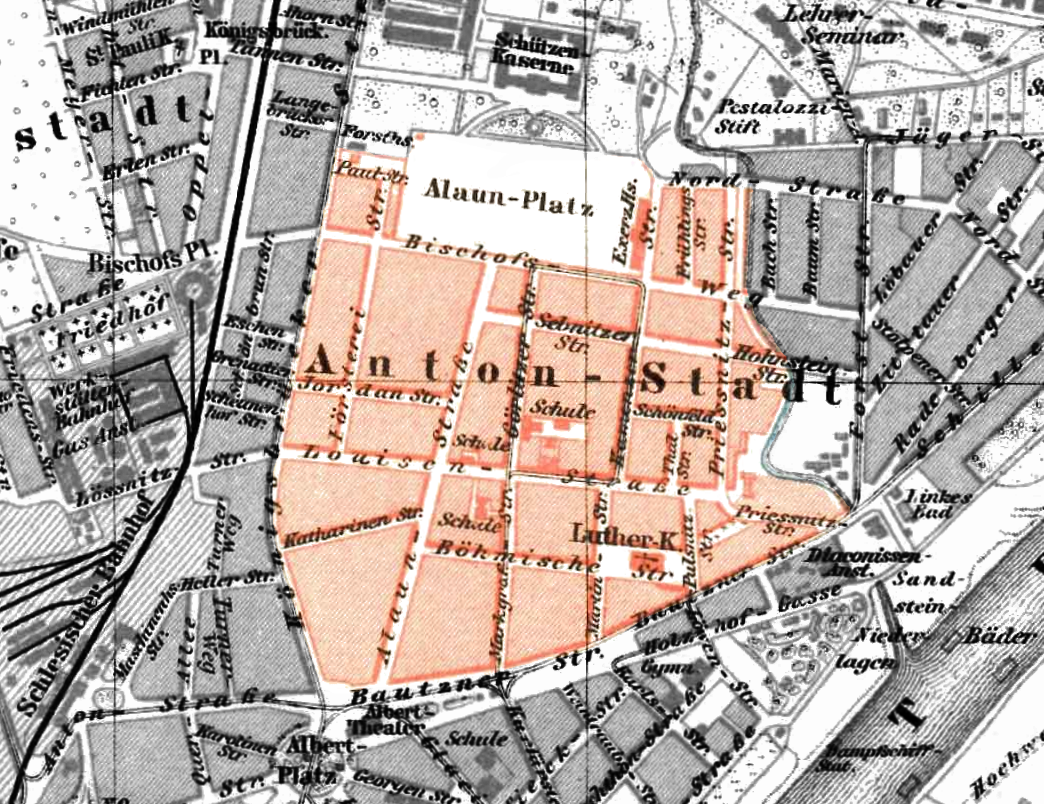
Äußere Neustadt bzw. Antonstadt um 1895

Die Liste der Kulturdenkmale in der Äußeren Neustadt enthält die Kulturdenkmale des Stadtteils Äußeren Neustadt in der Dresdner Gemarkung Neustadt. Diese Gemarkung gliedert sich in die Stadtteile Innere Neustadt, Äußere Neustadt, Leipziger Vorstadt, Radeberger Vorstadt und Albertstadt. Die Äußere Neustadt wird auch Antonstadt genannt.
Die Anmerkungen sind zu beachten.

Diese Liste ist eine Teilliste der Liste der Kulturdenkmale in Dresden.

Diese Liste ist eine Teilliste der Liste der Kulturdenkmale in Sachsen.
Aufgrund der hohen Anzahl der Kulturdenkmale wurde die alphabetisch nach Adressen geordnete Liste in folgende zwei Teillisten untergliedert:
- Liste der Kulturdenkmale in der Äußeren Neustadt (Dresden, A–K)
- Liste der Kulturdenkmale in der Äußeren Neustadt (Dresden, L–Z)

Diese Teilliste enthält alle Kulturdenkmale von L–Z.

## Legende
- Bild: Bild des Kulturdenkmals, ggf. zusätzlich mit einem Link zu weiteren Fotos des Kulturdenkmals im Medienarchiv Wikimedia Commons. Wenn man auf das Kamerasymbol klickt, können Fotos zu Kulturdenkmalen aus dieser Liste hochgeladen werden:
- Bezeichnung: Denkmalgeschützte Objekte und ggf. Bauwerksname des Kulturdenkmals
- Lage: Straßenname und Hausnummer oder Flurstücknummer des Kulturdenkmals. Die Grundsortierung der Liste erfolgt nach dieser Adresse. Der Link (Karte) führt zu verschiedenen Kartendiensten mit der Position des Kulturdenkmals. Fehlt dieser Link, wurden die Koordinaten noch nicht eingetragen. Sind diese bekannt, können sie über ein Tool mit einer Kartenansicht einfach nachgetragen werden. In dieser Kartenansicht sind Kulturdenkmale ohne Koordinaten mit einem roten bzw. orangen Marker dargestellt und können durch Verschieben auf die richtige Position in der Karte mit Koordinaten versehen werden. Kulturdenkmale ohne Bild sind an einem blauen bzw. roten Marker erkennbar.
- Datierung: Baubeginn, Fertigstellung, Datum der Erstnennung oder grobe zeitliche Einordnung entsprechend des Eintrags in der sächsischen Denkmaldatenbank
- Beschreibung: Kurzcharakteristik des Kulturdenkmals entsprechend des Eintrags in der sächsischen Denkmaldatenbank, ggf. ergänzt durch die dort nur selten veröffentlichten Erfassungstexte oder zusätzliche Informationen
- ID: Vom Landesamt für Denkmalpflege Sachsen vergebene, das Kulturdenkmal eindeutig identifizierende Objekt-Nummer. Der Link führt zum PDF-Denkmaldokument des Landesamtes für Denkmalpflege Sachsen. Bei ehemaligen Kulturdenkmalen können die Objektnummern unbekannt sein und deshalb fehlen bzw. die Links von aus der Datenbank entfernten Objektnummern ins Leere führen. Ein ggf. vorhandenes Icon  führt zu den Angaben des Kulturdenkmals bei Wikidata.

## Äußere Neustadt (L – Z)
| Bild                                    | Bezeichnung | Lage                                                                      | Datierung                                                               | Beschreibung | ID       |
| --------------------------------------- | --- | ------------------------------------------------------------------------- | ----------------------------------------------------------------------- | --- | -------- |
| Weitere Bilder                          | Mietshaus in offener Bebauung | Lärchenstraße 9 (Karte)                                                   | um 1890 (Mietshaus)                                                     | Wohngebäude mit historisierender Putzfassade, dominiert von Seitenrisalit und Balkons, akzentuierender Fassadenschmuck, baugeschichtlich bedeutend | 09215563 |
| Weitere Bilder                          | Wohnhausgruppe in Ecklage (Dammweg 1/1b und Lößnitzstraße 8) | Lößnitzstraße 8 (Karte)                                                   | um 1930 (Mehrfamilienwohnhaus)                                          | markante fünfgeschossige Gebäudegruppe belebt von expressionistischen Gestaltungselementen, wie dreieckigen Fensterbedachungen usw., Beispiel für den Kleinwohnungs- und Siedlungsbau um 1930, vor allem baugeschichtlich bedeutend | 09214635 |
| Weitere Bilder                          | Gaswerk Dresden-Neustadt (ehem.), Ehemaliges Verwaltungsgebäude eines Gaswerkes (Lößnitzstraße 14) dazu Portal an der Friedensstraße einschließlich Reliefs, Gitter, Tür und Inschrift (Friedensstraße 2g) sowie Relief an der Ecke Lößnitzstraße/Friedensstraße (Friedensstraße 2f und Marta-Fraenkel-Straße 3) | Lößnitzstraße 14 (Karte)                                                  | 1863-1865 (Verwaltungsgebäude)                                          | historistischer Putzbau, Fassade geprägt von Rundbogenstil, letztes bauliches Zeugnis aus der Entstehungszeit des Gaswerks in den 1860er Jahren und damit baugeschichtlich und ortsgeschichtlich bedeutend, andere Gebäude der Anlage an der Friedensstraße weitgehend verändert bzw. erneuert, an diesen Gebäuden aber bauliche Details und Ausstattungsstücke von denkmalpflegerischem Interesse | 09218855 |
|                                         | Wohnhaus in geschlossener Bebauung | Louisenstraße 4 (Karte)                                                   | 1860 (Wohnhaus)                                                         | zeittypischer Putzbau mit historisierender Fassade, Beispiel für die wenigen noch erhaltenen Wohnhäuser aus der Zeit nach 1850, Teil der Antonstadt, baugeschichtlich und stadtentwicklungsgeschichtlich von Bedeutung | 09214917 |
|                                         | Mietshaus in geschlossener Bebauung | Louisenstraße 8 (Karte)                                                   | um 1890 (Mietshaus)                                                     | mit Läden und bemerkenswerter Flurausstattung, repräsentativer Wohnbau des späten 19. Jahrhunderts mit historisierender Klinker-Sandstein-Fassade, Teil der Antonstadt, baugeschichtlich und stadtentwicklungsgeschichtlich von Bedeutung | 09214918 |
|                                         | Mietshaus mit Hintergebäude in geschlossener Bebauung | Louisenstraße 9 (Karte)                                                   | um 1910 (Mietshaus)                                                     | markanter Putzbau im Reformstil der Zeit um 1910, Teil der Antonstadt, baugeschichtlich und stadtentwicklungsgeschichtlich von Bedeutung | 09214785 |
|                                         | Mietshaus in geschlossener Bebauung | Louisenstraße 10 (Karte)                                                  | um 1890 (Mietshaus)                                                     | mit Laden, charakteristischer spätgründerzeitlicher Bau mit historistischer Klinker-Sandstein-Fassade, Teil der Antonstadt, baugeschichtlich und stadtentwicklungsgeschichtlich von Bedeutung | 09214919 |
|                                         | Wohnhaus in geschlossener Bebauung | Louisenstraße 11 (Karte)                                                  | 1831 - 1886 (Wohnhaus)                                                  | zeittypischer Putzbau mit historisierender Fassade, erstmals erwähnt 1831, spätestens 1842 im Besitz des Kaffee-Surrogatfabrikanten Friedrich August Zischka, 1886 Aufstockung durch eine „Belle Etage“ im 2. OG und neuem Mansard-Geschoss, saniert 1994–95. Beispiel für die wenigen noch erhaltenen Wohnhäuser aus der Zeit vor 1850, Teil der Antonstadt, baugeschichtlich und stadtentwicklungsgeschichtlich von Bedeutung | 09214777 |
|                                         | Mietshaus in geschlossener Bebauung | Louisenstraße 12 (Karte)                                                  | um 1890 (Mietshaus)                                                     | mit Laden, charakteristisches und weitgehend authentisch erhaltenes spätgründerzeitliches Mietshaus mit historistischer Fassade, Teil der Antonstadt, baugeschichtlich und stadtentwicklungsgeschichtlich bedeutend | 09214920 |
|                                         | Mietshaus in geschlossener Bebauung | Louisenstraße 13                                                          | um 1885 (Mietshaus)                                                     | mit Läden, charakteristischer historisierender Putzbau mit verbrochener Ecke, entstanden im ausgehenden 19. Jahrhundert, als Teil einer markanten Blockrandbebauung und der Antonstadt, baugeschichtlich und stadtentwicklungsgeschichtlich bedeutend | 09306527 |
| Weitere Bilder                          | Feuerwache Louisenstraße; Feuerwache Dresden-Neustadt | Louisenstraße 14; 16 (Karte)                                              | 1916 (Feuerwache)                                                       | Feuerwache; markanter, streng symmetrisch angelegter Putzbau mit sparsamem Schmuck, 1916 von Hans Erlwein im Stil der Reformarchitektur errichtet, Teil der Antonstadt, baugeschichtlich und stadtentwicklungsgeschichtlich von Bedeutung sowie als städtische Feuerwache mi feuerwehr- und stadtgeschichtlichem Wert. „Städtisches Spritzenhaus“, bis April 2016 von der Feuerwehr Dresden benutzt (Umzug in die neue Feuerwache Albertstadt), Weiternutzung durch den Rettungsdienst | 09214786 |
|                                         | Mietshaus in Ecklage und geschlossener Bebauung | Louisenstraße 15 (Karte)                                                  | um 1885 (Mietshaus)                                                     | mit Läden, charakteristischer historisierender Putzbau mit verbrochener Ecke, entstanden im ausgehenden 19. Jahrhundert, als Teil einer markanten Blockrandbebauung und der Antonstadt, baugeschichtlich und stadtentwicklungsgeschichtlich bedeutend | 09214784 |
|                                         | Mietshaus in Ecklage und geschlossener Bebauung | Louisenstraße 19 (Karte)                                                  | um 1890 (Mietshaus)                                                     | mit Laden, charakteristischer historisierender Putzbau mit verbrochener Ecke, als Teil einer markanten Blockrandbebauung und der Antonstadt, baugeschichtlich und stadtentwicklungsgeschichtlich bedeutend | 09214921 |
|                                         | Mietshaus in geschlossener Bebauung | Louisenstraße 21 (Karte)                                                  | um 1890 (Mietshaus)                                                     | mit Läden, charakteristischer spätgründerzeitlicher Bau mit historistischer Klinker-Sandstein-Fassade, Teil der Antonstadt, baugeschichtlich und stadtentwicklungsgeschichtlich von Bedeutung | 09214922 |
| Direkt Bild zu diesem Denkmal hochladen | Hintergebäude in offener Bebauung | Louisenstraße 22 (Karte)                                                  | Mitte 19. Jh. (Hinterhaus)                                              | kleiner Putzbau über winkligem Grundriss, wohl noch Teil der Bebauung des »Neuen Anbaus auf dem Sande«, Bezeichnung des vorstädtischen Quartiers der Antonstadt im 18. und dem frühen 19. Jahrhundert, von ortsgeschichtlicher Bedeutung | 09215269 |
|                                         | Mietshaus mit Hinterhaus in geschlossener Bebauung | Louisenstraße 26 (Karte)                                                  | um 1900 (Mietshaus)                                                     | weitgehend ursprünglich erhaltener Gründerzeitbau, Teil der Antonstadt, von baugeschichtlicher und ortsentwicklungsgeschichtlicher Bedeutung | 09218856 |
|                                         | Mietshaus in geschlossener Bebauung | Louisenstraße 28 (Karte)                                                  | um 1895 (Mietshaus)                                                     | zeigt ausgewogene Klinker-Sandstein-Fassade des Historismus mit Gliederungselementen in neobarocker Formensprache, Teil der Antonstadt, baugeschichtlich und stadtentwicklungsgeschichtlich von Bedeutung | 09214923 |
|                                         | Mietshaus in ehemals geschlossener Bebauung | Louisenstraße 29 (Karte)                                                  | um 1890 (Mietshaus)                                                     | mit Laden, historisierende Klinker-Sandstein-Fassade, Bau des ausgehenden 19. Jahrhunderts, Teil einer markanten Blockbebauung in der Antonstadt, baugeschichtlich und stadtentwicklungsgeschichtlich von Bedeutung | 09214924 |
|                                         | Mietshaus in geschlossener Bebauung | Louisenstraße 37 (Karte)                                                  | 1870/1880 (Mietshaus)                                                   | mit Läden, schlichter, vereinfachter Putzbau, Teil einer der wichtigsten Straße in der Antonstadt, stadtentwicklungsgeschichtlich von Bedeutung | 09214951 |
|                                         | Wohnhaus in geschlossener Bebauung | Louisenstraße 38 (Karte)                                                  | um 1865 (Wohnhaus)                                                      | mit Laden, zeittypischer Putzbau mit historisierender Fassade, Beispiel für die wenigen noch erhaltenen Wohnhäuser aus der Zeit nach 1850, Teil der Antonstadt, baugeschichtlich und stadtentwicklungsgeschichtlich von Bedeutung | 09214926 |
| Weitere Bilder                          | XXII. Bezirksschule; Dreikönigschule; Gymnasium Dreikönigschule | Louisenstraße 40; 42 (Karte)                                              | bezeichnet 1888 (Schule), bezeichnet 1894 (Schule)                      | Zwei Schulgebäude; großzügiger Komplex aus dem späten 19. Jahrhundert, der lang gestreckte Block an der Louisenstraße charakteristisches, historisierendes öffentliches Gebäude seiner Zeit, insbesondere mit Formen der Renaissance, baugeschichtlich, sozialgeschichtlich und künstlerisch bedeutend | 09214787 |
|                                         | XIII. Bezirksschule | Louisenstraße 41 (Karte)                                                  | um 1860 (Schule)                                                        | Schule mit Nebengebäude und Toilettenhäuschen; zeittypische Putzbauten mit spätklassizistischer Fassadengestaltung, baugeschichtlich und sozialgeschichtlich von Bedeutung | 09214927 |
|                                         | Wohnhaus in geschlossener Bebauung | Louisenstraße 44 (Karte)                                                  | um 1850 (Wohnhaus)                                                      | mit Laden, charakteristischer Putzbau mit historisierender Fassade, Beispiel für die wenigen noch erhaltenen Wohnhäuser aus der Zeit um 1850, Teil der Antonstadt, baugeschichtlich und stadtentwicklungsgeschichtlich von Bedeutung | 09214778 |
|                                         | Wohnhaus in geschlossener Bebauung | Louisenstraße 46 (Karte)                                                  | um 1850 (Wohnhaus)                                                      | charakteristischer Putzbau mit schlichter Fassade, Beispiel für die wenigen noch erhaltenen Wohnhäuser aus der Zeit um 1850, Teil der Antonstadt, baugeschichtlich und stadtentwicklungsgeschichtlich von Bedeutung | 09214779 |
| Weitere Bilder                          | Germaniabad; Nordbad | Louisenstraße 48 (Karte)                                                  | 1894–1895 (Hallenbad)                                                   | Schwimmhalle; lang gestreckter Bau mit zahlreichen Nebenräumen im zweiten Hinterhof des Mietshauses Louisenstraße 48, älteste Schwimmhalle Dresdens, baugeschichtlich, sozialgeschichtlich und ortsgeschichtlich von Bedeutung. Bis in die 1970er Jahre in Betrieb, danach Verfall, bis 1997 denkmalgerechte Sanierung und Wiederinbetriebnahme des Bades. | 09214780 |
|                                         | Mietshaus mit seitlichem Eingang zum Nordbad und Hintergebäude, in geschlossener Bebauung | Louisenstraße 48 (Karte)                                                  | um 1895 (Mietshaus)                                                     | mit Läden, charakteristischer spätgründerzeitlicher Bau mit historistischer Klinker-Sandstein-Fassade, Geschosse mit symmetrisch angeordneten Schmuck- und Gliederungselementen, Teil der Antonstadt, baugeschichtlich und stadtentwicklungsgeschichtlich von Bedeutung | 09214781 |
|                                         | Mietshaus in geschlossener Bebauung | Louisenstraße 49 (Karte)                                                  | um 1885 (Mietshaus)                                                     | mit Laden, gründerzeitlicher Putzbau mit historisierender Fassade, Teil einer der wichtigsten Straße in der Antonstadt, stadtentwicklungsgeschichtlich von Bedeutung | 09214925 |
|                                         | Mietshaus in geschlossener Bebauung | Louisenstraße 51 (Karte)                                                  | um 1895 (Mietshaus)                                                     | mit Läden, zeigt späthistoristische Klinker-Sandstein-Fassade mit aufwendiger Gliederung im Stil der Neorenaissance, Teil der Antonstadt, baugeschichtlich und stadtentwicklungsgeschichtlich von Bedeutung | 09214928 |
|                                         | Mietshaus in geschlossener Bebauung | Louisenstraße 53 (Karte)                                                  | 1909–1910 (Mietshaus)                                                   | Wohnbau mit Fassade im Reformstil, 1909–1910 errichtet, Teil der Antonstadt, baugeschichtlich und stadtentwicklungsgeschichtlich von Bedeutung | 09214963 |
|                                         | Mietshaus in geschlossener Bebauung | Louisenstraße 54 (Karte)                                                  | um 1890 (Mietshaus)                                                     | mit Laden, charakteristische, gründerzeitliche Klinker-Sandstein-Fassade, Wohnbau des ausgehenden 19. Jahrhunderts, im Eingangsbereich Deckenmalerei als Dekorationsmalerei, Teil der Antonstadt, baugeschichtlich und stadtentwicklungsgeschichtlich von Bedeutung | 09214964 |
|                                         | Mietshaus in geschlossener Bebauung | Louisenstraße 55 (Karte)                                                  | 1913–1914 (Mietshaus)                                                   | mit Laden, Wohnbau mit Fassade im Reformstil, 1913–1914 errichtet, Bauherr war Neustädter Theaterdirektor Emil Winter-Tymian, Relief mit Büste auf der Mittelachse, Gebäude Teil der Antonstadt, baugeschichtlich, personengeschichtlich und stadtentwicklungsgeschichtlich von Bedeutung | 09214776 |
|                                         | Mietshaus in geschlossener Bebauung | Louisenstraße 57 (Karte)                                                  | um 1890 (Mietshaus)                                                     | charakteristischer spätgründerzeitlicher Bau mit historistischer Klinker-Sandstein-Fassade, belebt von Ornamentik, auffällig die farblich unterschiedlichen Steine, Teil der Antonstadt, baugeschichtlich und stadtentwicklungsgeschichtlich von Bedeutung | 09214774 |
|                                         | Mietshaus in geschlossener Bebauung | Louisenstraße 58 (Karte)                                                  | um 1885 (Mietshaus)                                                     | mit Laden, Bau mit charakteristischer historisierender Putz-Sandstein-Fassade, belebt von flächiger Binnengliederung und ornamentalen Bedachungen im zweiten Obergeschoss, Teil einer markanten Blockrandbebauung und der Antonstadt, baugeschichtlich und stadtentwicklungsgeschichtlich bedeutend | 09214929 |
|                                         | Rädlersche Schule (ehem.) | Louisenstraße 59 (Karte)                                                  | 1789 (Schule), E. 19. Jh. (Hinterhaus)                                  | Schulgebäude (ehem.) mit rückseitigem Anbau und Hintergebäude; erste Schuleinrichtung auf dem Gelände der heutigen Äußeren Neustadt, abgesehen davon wohl das älteste noch erhaltene Objekt im Quartier, zweigeschossiger Bau mit Mansarddach, Anbau analog gestaltet, heute als Gaststätte genutzt, das markante Hintergebäude Ende 19. Jahrhundert oder um 1900 entstanden, bau-, sozial- und stadtentwicklungsgeschichtlich bedeutend. Bau aus der Entstehungszeit des Stadtviertels, Medaillon mit der Inschrift „Bete und arbeite“ über dem Portal. | 09214773 |
|                                         | Mietshaus in geschlossener Bebauung | Louisenstraße 61 (Karte)                                                  | um 1890 (Mietshaus)                                                     | Laden im Erdgeschoss, Gebäude mit charakteristischer historisierender Putz-Sandstein-Fassade, die seitliche Eingangsachse durch Balkone und Feld mit Ornamentik hervorgehoben, Teil der Antonstadt, baugeschichtlich und stadtentwicklungsgeschichtlich bedeutend | 09214775 |
|                                         | Zweigeschossiges klassizistisches Wohnhaus in geschlossener Bebauung | Louisenstraße 64 (Karte)                                                  | 1840 (Wohnhaus)                                                         | noch zweigeschossiger klassizistischer Bau, typisch die Bedachung über dem mittigen Eingang und die Hängeplatten unter der Traufe, gehört zu den ältesten Gebäuden der Antonstadt, von baugeschichtlicher und besonderer stadtentwicklungsgeschichtlicher Bedeutung | 09214782 |
|                                         | Mietshaus in ehem. geschlossener Bebauung | Louisenstraße 65 (Karte)                                                  | um 1900 (Mietshaus)                                                     | mit Laden, charakteristischer spätgründerzeitlicher Bau mit historistischer Klinker-Sandstein-Fassade, belebt von Ornamentik, Teil der Antonstadt, baugeschichtlich und stadtentwicklungsgeschichtlich von Bedeutung | 09214930 |
|                                         | Mietshaus in geschlossener Bebauung | Louisenstraße 66 (Karte)                                                  | um 1880 (Mietshaus)                                                     | Laden im Erdgeschoss, Gebäude mit charakteristischer historisierender Putz-Sandstein-Fassade, die seitliche Eingangsachse und die Mitte hervorgehoben, Teil der Antonstadt, baugeschichtlich und stadtentwicklungsgeschichtlich bedeutend | 09214965 |
|                                         | Mietshaus in geschlossener Bebauung | Louisenstraße 67 (Karte)                                                  | bezeichnet 1900 (Mietshaus)                                             | Wohngebäude mit historisierender Fassadengestaltung sowie vergleichsweise aufwendiger Flur- und Treppenhausausstattung, 1900 errichtet, belebt von Stuckdekor und Dekorationsmalerei aus der Entstehungszeit, Teil der Antonstadt, baugeschichtlich und stadtentwicklungsgeschichtlich bedeutend | 09214931 |
|                                         | Doppelmietshaus in Ecklage, geschlossene Bebauung (Nr. 70b an der Martin-Luther-Straße gelegen) | Louisenstraße 70; 70b (Karte)                                             | um 1875 (Doppelmietshaus)                                               | Läden im Erdgeschoss, Gebäude mit einfacher historistischer Putz-Sandstein-Fassade, Teil der Antonstadt, baugeschichtlich und stadtentwicklungsgeschichtlich bedeutend | 09214952 |
|                                         | Mietshaus in geschlossener Bebauung | Louisenstraße 72 (Karte)                                                  | bezeichnet 1897 (Mietshaus)                                             | mit Laden, charakteristischer spätgründerzeitlicher Bau mit historistischer Klinker-Sandstein-Fassade, belebt von Ornamentik, Teil der Antonstadt, baugeschichtlich und stadtentwicklungsgeschichtlich von Bedeutung | 09214932 |
|                                         | Mietshaus in geschlossener Bebauung | Louisenstraße 74 (Karte)                                                  | um 1895 (Mietshaus)                                                     | mit markanten Ladenfronten, charakteristischer spätgründerzeitlicher Bau mit historistischer Klinker-Sandstein-Fassade, belebt von schmiedeeisernen Kopfankern, die aufgemalte Ornamentik in den Feldern der Seitenachsen wohl nur übertüncht, Teil der Antonstadt, bau- und stadtentwicklungsgeschichtlich von Bedeutung | 09214933 |
|                                         | Mietshaus in geschlossener Bebauung | Louisenstraße 74b (Karte)                                                 | Um 1895                                                                 | Einst mit Läden, charakteristischer spätgründerzeitlicher Bau mit historistischer Klinker-Sandstein-Fassade, belebt von schmiedeeisernen Kopfankern, aufgemalter Ornamentik, Teil der Antonstadt, bau- und stadtentwicklungsgeschichtlich von Bedeutung | 09306892 |
|                                         | Mietshaus in geschlossener Bebauung | Louisenstraße 76 (Karte)                                                  | um 1865 (Mietshaus)                                                     | zeittypischer Putzbau mit historisierender Fassade, Beispiel für die wenigen noch erhaltenen Wohnhäuser aus der Zeit nach 1850, Teil der Antonstadt, baugeschichtlich und stadtentwicklungsgeschichtlich von Bedeutung | 09214934 |
|                                         | Mietshaus in Ecklage und geschlossener Bebauung | Louisenstraße 79 (Karte)                                                  | um 1865 (Mietshaus)                                                     | zeittypischer Putzbau mit einfacher historisierender Fassade, Beispiel für die wenigen noch erhaltenen Wohnhäuser aus der Zeit nach 1850, Teil der Antonstadt, baugeschichtlich und stadtentwicklungsgeschichtlich von Bedeutung | 09214935 |
|                                         | Mietshaus in Ecklage und geschlossener Bebauung | Louisenstraße 80 (Karte)                                                  | um 1880 (Mietshaus)                                                     | einst mit Laden oder Lokal im Erdgeschoss, Gebäude mit charakteristischer historisierender Putz-Sandstein-Fassade, die Ecke durch Aufbau und aufwendigere Schmuck- und Gliederungselemente hervorgehoben, Teil der Antonstadt, baugeschichtlich und stadtentwicklungsgeschichtlich bedeutend | 09214938 |
|                                         | Mietshaus in geschlossener Bebauung | Louisenstraße 81 (Karte)                                                  | um 1880 (Mietshaus)                                                     | früher Historismusbau mit feiner Putzgliederung und sparsam eingesetzten Sandsteinelementen, als Fensterbedachungen, Konsolen und Sohlbänke, Teil der Antonstadt, baugeschichtlich und stadtentwicklungsgeschichtlich bedeutend | 09214937 |
|                                         | Wohnhaus in geschlossener Bebauung | Louisenstraße 85 (Karte)                                                  | 1855 (Wohnhaus)                                                         | noch zweigeschossiger Bau, Typ mit erhöhter Mitte, deren Öffnungen mit Segmentbögen schließen, vergleiche mit Häusern in der Prießnitzstraße, gehört zu den älteren Gebäuden der Antonstadt, von baugeschichtlicher und besonderer stadtentwicklungsgeschichtlicher Bedeutung | 09215270 |
|                                         | Mietshaus in Ecklage und geschlossener Bebauung | Louisenstraße 87 (Karte)                                                  | bezeichnet 1899, auf Wetterfahne (Mietshaus)                            | Läden, charakteristischer spätgründerzeitlicher Bau, durch historistische Klinker-Sandstein-Fassade hervorgehoben, mit Erker, Eckbetonungen und Beschlagwerk-Ornamentik im Stil der deutschen Renaissance, über der Ecke Haube mit Laterne, Teil der Antonstadt, baugeschichtlich, künstlerisch und stadtentwicklungsgeschichtlich bedeutend | 09214783 |
|                                         | Wohnhaus in geschlossener Bebauung, mit Hintergebäude | Louisenstraße 89 (Karte)                                                  | 1854 (Wohnhaus), um 1854 (Hinterhaus)                                   | weitgehend ursprünglich erhaltenes Antonstädter Wohnhaus, baugeschichtlich und stadtentwicklungsgeschichtlich bedeutend. Nach 1850 wandelte sich die Antonstadt zu einem dicht bevölkertem Viertel mit hohem Arbeiteranteil. Abgesehen davon wohnten ganz unterschiedliche Leute hier, wie das Beispiel der Louisenstraße 89 zeigt. Nach Recherchen in den historischen Adressbüchern werden in den Jahren nach Fertigstellung als Bewohner des Hauses neben adligen Frauen, ein pensionierter Artilleriehauptmann, ein Beamter, ein Buchhalter, ein Lehrer und ein so genannter „Wirtschaftsfourier“ erwähnt, um nur einige zu nennen. | 09214953 |
|                                         | Wohnhaus in geschlossener Bebauung | Louisenstraße 91 (Karte)                                                  | 1855 (Wohnhaus)                                                         | weitgehend ursprünglich erhaltenes Antonstädter Wohnhaus, baugeschichtlich und stadtentwicklungsgeschichtlich bedeutend. | 09214954 |
|                                         | Wohnhaus in geschlossener Bebauung | Louisenstraße 93 (Karte)                                                  | 1855 (Wohnhaus)                                                         | weitgehend ursprünglich erhaltenes Antonstädter Wohnhaus, baugeschichtlich und stadtentwicklungsgeschichtlich bedeutend. | 09214955 |
|                                         | Wohnhaus in Ecklage und geschlossener Bebauung | Louisenstraße 95 (Karte)                                                  | 1856 (Wohnhaus)                                                         | weitgehend ursprünglich erhaltenes Antonstädter Wohnhaus, baugeschichtlich und stadtentwicklungsgeschichtlich bedeutend. | 09214956 |
| Weitere Bilder                          | Sachgesamtheit Martin-Luther-Platz mit Martin-Luther-Kirche | Martin-Luther-Platz 1; 2; 2a; 3; 4; 5; 6; 7; 8; 9; 10; 11; 12; 14 (Karte) | 1880–1930 (Platz), 1880–1930 (Sachgesamtheit)                           | Sachgesamtheit Martin-Luther-Platz mit gleichnamiger historisierender Kirche Martin-Luther-Platz 2a (ID-Nr. 09214565), der umgebenden repräsentativen gründerzeitlichen Wohnbebauung Martin-Luther-Platz 1 – ID-Nr. 09214552, Nr. 2 – ID-Nr. 09214558, Nr. 3 – ID-Nr. 09214553, Nr. 4 – ID-Nr. 09214559, Nr. 5 – ID-Nr. 09214554, Nr. 6 – ID-Nr. 09214560, Nr. 7 – ID-Nr. 09214555, Nr. 8 – ID-Nr. 09214561, Nr. 9 – ID-Nr. 09214556, Nr. 10 – ID-Nr. 09214562, Nr. 11 – ID-Nr. 09214557, Nr. 12 – ID-Nr. 09214563, Nr. 14 – ID-Nr. 09214564, Martin-Luther-Straße 12 – ID-Nr. 09214942, Nummer 17 – ID-Nr. 09214753, Nummer 23 – ID-Nr. 09214945, Pulsnitzer Straße 1 – ID-Nr. 09214757, Nummer 2, 4 – ID-Nr. 09214957, Nummer 10 – ID-Nr. 09214754 und Kriegerdenkmal Martin-Luther-Platz, ID-Nr. 09299860 (alles Einzeldenkmale) sowie der parkartigen Gestaltung vor und hinter der Kirche (Sachgesamtheitsteile), Anlage baugeschichtlich und städtebaulich bedeutend sowie singulär. | 09301958 |
| Weitere Bilder                          | Einzeldenkmal der Sachgesamtheit Martin-Luther-Platz: Kriegerdenkmal | Martin-Luther-Platz (Karte)                                               | um 1920 (Kriegerdenkmal 1. Weltkrieg)                                   | Einzeldenkmal der Sachgesamtheit Martin-Luther-Platz; Figurengruppe auf abgestuftem Sockel und Postament; künstlerisch bedeutend (siehe auch ID-Nr. 09301958) | 09299860 |
|                                         | Wohnbebauung Martin-Luther-Platz: Mietshaus in Ecklage und geschlossener Bebauung (Einzeldenkmal zu ID-Nr. 09301958) | Martin-Luther-Platz 1 (Karte)                                             | 1880–1881 (Mietshaus)                                                   | Einzeldenkmal der Sachgesamtheit Martin-Luther-Platz; repräsentativer, spätgründerzeitlicher Wohnbau mit historistischer Putz-Sandstein-Fassade, Ecke und Mittelachse durch Balkone betont, Teil der markanten Anlage des Martin-Luther-Platzes, baugeschichtlich und städtebaulich bedeutend. | 09214552 |
|                                         | Wohnbebauung Martin-Luther-Platz: Mietshaus in geschlossener Bebauung (Einzeldenkmal zu ID-Nr. 09301958) | Martin-Luther-Platz 2 (Karte)                                             | um 1895 (Mietshaus)                                                     | Einzeldenkmal der Sachgesamtheit Martin-Luther-Platz; repräsentativer, spätgründerzeitlicher Wohnbau mit historistischer Klinker-Werkstein-Fassade, mittlere Eingangsachse durch Balkone betont, Teil der markanten Anlage des Martin-Luther-Platzes, baugeschichtlich und städtebaulich bedeutend | 09214558 |
| Weitere Bilder                          | Martin-Luther-Kirche (Einzeldenkmal zu ID-Nr. 09301958) | Martin-Luther-Platz 2a (Karte)                                            | 1883–1887 (Kirche)                                                      | Einzeldenkmal der Sachgesamtheit Martin-Luther-Platz: einschiffige Kirche mit Ausstattung und kurzem Querhaus, polygonalem Chor sowie hohem Turm, zwei Flankentürmen und markantem Portal an der Westfront, innen Emporen, Ausstattung (Altar, Kanzel usw.) einschl. Vasa Sacra; charakteristischer neuromanischer Bau mit zahlreichen frühgotischen Details, bemerkenswertes Beispiel der Kirchenbaukunst in der zweiten Hälfte des 19. Jahrhunderts, baugeschichtlich und künstlerisch bedeutend, im Zusammenhang mit der unverwechselbaren Platzanlage des Martin-Luther-Platzes zudem städtebaulich von Belang. | 09214565 |
|                                         | Wohnbebauung Martin-Luther-Platz: Mietshaus in geschlossener Bebauung (Einzeldenkmal zu ID-Nr. 09301958) | Martin-Luther-Platz 3 (Karte)                                             | um 1885 (Mietshaus)                                                     | Einzeldenkmal der Sachgesamtheit Martin-Luther-Platz; repräsentativer, spätgründerzeitlicher Wohnbau mit historistischer Putz-Sandstein-Fassade, die leicht vergezogen Mittelachsen durch Balkone betont, Teil der markanten Anlage des Martin-Luther-Platzes, baugeschichtlich und städtebaulich bedeutend | 09214553 |
|                                         | Wohnbebauung Martin-Luther-Platz: Mietshaus in geschlossener Bebauung (Einzeldenkmal zu ID-Nr. 09301958) | Martin-Luther-Platz 4 (Karte)                                             | um 1895 (Mietshaus)                                                     | Einzeldenkmal der Sachgesamtheit Martin-Luther-Platz; repräsentativer, spätgründerzeitlicher Wohnbau mit historistischer Klinker-Werkstein-Fassade, Seitenrisalit mit Tordurchfahrt durch Balkone betont, Teil der markanten Anlage des Martin-Luther-Platzes, baugeschichtlich und städtebaulich bedeutend | 09214559 |
| Weitere Bilder                          | Wohnbebauung Martin-Luther-Platz: Gemeindehaus der Martin-Luther-Kirche (Einzeldenkmal zu ID-Nr. 09301958) | Martin-Luther-Platz 5 (Karte)                                             | 1886–1887 (Gemeindehaus), 1886–1887 (Statue)                            | Einzeldenkmal der Sachgesamtheit Martin-Luther-Platz; an der Fassade Plastik Martin Luthers, außerordentlich repräsentativer, spätgründerzeitlicher Bau mit historistischer Klinker-Werkstein-Fassade, Mittel- und Seitenrisalite hervorgehoben, reicher Schmuck, weicht gestalterisch deutlicher von den benachbarten Häusern ab, Teil der markanten Anlage des Martin-Luther-Platzes, baugeschichtlich, künstlerisch und städtebaulich bedeutend | 09214554 |
|                                         | Wohnbebauung Martin-Luther-Platz: Mietshaus in geschlossener Bebauung (Einzeldenkmal zu ID-Nr. 09301958) | Martin-Luther-Platz 6 (Karte)                                             | um 1895 (Mietshaus)                                                     | Einzeldenkmal der Sachgesamtheit Martin-Luther-Platz; repräsentativer, spätgründerzeitlicher Wohnbau mit historistischer Klinker-Werkstein-Fassade, Seitenrisalit mit Tordurchfahrt durch Balkone betont, Teil der markanten Anlage des Martin-Luther-Platzes, baugeschichtlich und städtebaulich bedeutend | 09214560 |
|                                         | Wohnbebauung Martin-Luther-Platz: Mietshaus in geschlossener Bebauung (Einzeldenkmal zu ID-Nr. 09301958) | Martin-Luther-Platz 7 (Karte)                                             | um 1895 (Mietshaus)                                                     | Einzeldenkmal der Sachgesamtheit Martin-Luther-Platz; repräsentativer, spätgründerzeitlicher Wohnbau mit historistischer Putz-Sandstein-Fassade, Seitenrisalit mit Eingang durch Balkone betont, weicht gestalterisch deutlicher von den benachbarten Häusern ab, Teil der markanten Anlage des Martin-Luther-Platzes, baugeschichtlich und städtebaulich bedeutend | 09214555 |
|                                         | Wohnbebauung Martin-Luther-Platz: Mietshaus in geschlossener Bebauung (Einzeldenkmal zu ID-Nr. 09301958) | Martin-Luther-Platz 8 (Karte)                                             | um 1894 (Mietshaus)                                                     | Einzeldenkmal der Sachgesamtheit Martin-Luther-Platz; repräsentativer, spätgründerzeitlicher Wohnbau mit historistischer Putz-Sandstein-Fassade, Eingangsachse durch Balkone betont, originale Flurausstattung mit Ausmalung (als Dekorationsmalerei) und Stuckdekor, Teil der markanten Anlage des Martin-Luther-Platzes, baugeschichtlich, künstlerisch und städtebaulich bedeutend | 09214561 |
|                                         | Wohnbebauung Martin-Luther-Platz: Mietshaus in geschlossener Bebauung (Einzeldenkmal zu ID-Nr. 09301958) | Martin-Luther-Platz 9 (Karte)                                             | um 1895 (Mietshaus)                                                     | Einzeldenkmal der Sachgesamtheit Martin-Luther-Platz; außerordentlich repräsentativer, spätgründerzeitlicher Bau, historistische Putz-Sandstein-Fassade, mit Erker, Schweifgiebel und Beschlagwerk-Motiv nach dem Vorbild der deutschen Renaissance gestaltet, reicher Schmuck, weicht formal deutlicher von den benachbarten Häusern ab, Teil der markanten Anlage des Martin-Luther-Platzes, baugeschichtlich, künstlerisch und städtebaulich bedeutend | 09214556 |
| Weitere Bilder                          | Wohnbebauung Martin-Luther-Platz: Mietshaus in geschlossener Bebauung (Einzeldenkmal zu ID-Nr. 09301958) | Martin-Luther-Platz 10 (Karte)                                            | 1894–1895 (Mietshaus)                                                   | Einzeldenkmal der Sachgesamtheit Martin-Luther-Platz; repräsentativer, spätgründerzeitlicher Wohnbau mit historistischer Putz-Werkstein-Fassade, Mittelachse deutlicher betont, originale Flurausstattung mit Ausmalung (als Dekorationsmalerei) und Stuckdekor, Teil der markanten Anlage des Martin-Luther-Platzes, baugeschichtlich, künstlerisch und städtebaulich bedeutend. | 09214562 |
|                                         | Wohnbebauung Martin-Luther-Platz: Mietshaus in geschlossener Bebauung (Einzeldenkmal zu ID-Nr. 09301958) | Martin-Luther-Platz 11 (Karte)                                            | um 1895 (Mietshaus)                                                     | Einzeldenkmal der Sachgesamtheit Martin-Luther-Platz; außerordentlich repräsentativer, spätgründerzeitlicher Bau, historistische Putz-Sandstein-Fassade, mit Erker, Schweifgiebel und Beschlagwerk-Motiv nach dem Vorbild der deutschen Renaissance gestaltet, reicher Schmuck, weicht formal deutlicher von den benachbarten Häusern ab, Teil der markanten Anlage des Martin-Luther-Platzes, baugeschichtlich, künstlerisch und städtebaulich bedeutend | 09214557 |
|                                         | Wohnbebauung Martin-Luther-Platz: Mietshaus in geschlossener Bebauung (Einzeldenkmal zu ID-Nr. 09301958) | Martin-Luther-Platz 12 (Karte)                                            | 1894 (Mietshaus)                                                        | Einzeldenkmal der Sachgesamtheit Martin-Luther-Platz; repräsentativer, spätgründerzeitlicher Wohnbau mit historistischer Klinker-Sandstein-Fassade, reicher Bauschmuck, Teil der markanten Anlage des Martin-Luther-Platzes, baugeschichtlich und städtebaulich bedeutend | 09214563 |
|                                         | Wohnbebauung Martin-Luther-Platz: Mietshaus in Ecklage und geschlossene Bebauung (Einzeldenkmal zu ID-Nr. 09301958) | Martin-Luther-Platz 14 (Karte)                                            | um 1895 (Mietshaus)                                                     | Einzeldenkmal der Sachgesamtheit Martin-Luther-Platz; repräsentativer, spätgründerzeitlicher Wohnbau mit historistischer Klinker-Sandstein-Fassade, reicher Bauschmuck, Teil der markanten Anlage des Martin-Luther-Platzes, baugeschichtlich und städtebaulich bedeutend | 09214564 |
|                                         | Mietshaus in halboffener Bebauung | Martin-Luther-Straße 6 (Karte)                                            | um 1860 (Wohnhaus)                                                      | Mietshaus in halboffener Bebauung; repräsentativer, spätgründerzeitlicher Wohnbau mit historistischer Klinker-Sandstein-Fassade, reicher Bauschmuck, Teil der Antonstadt, baugeschichtlich und stadtentwicklungsgeschichtlich bedeutend | 09214939 |
|                                         | Mietshaus in geschlossener Bebauung | Martin-Luther-Straße 8 (Karte)                                            | bezeichnet 1889 (Mietshaus)                                             | Mietshaus in geschlossener Bebauung; bemerkenswerte Flurausstattung, trotz Vereinfachung, repräsentativer, spätgründerzeitlicher Wohnbau mit historistischer Fassade, insbesondere am Seitenrisalit reicher Bauschmuck, Teil der Antonstadt, baugeschichtlich und stadtentwicklungsgeschichtlich bedeutend | 09214940 |
|                                         | Mietshaus in geschlossener Bebauung | Martin-Luther-Straße 10 (Karte)                                           | 1894 (Mietshaus)                                                        | markanter historisierender Bau mit charakteristischer Klinker-Werkstein-Fassade, markantes Wohngebäude seiner Zeit, Teil der Äußeren Neustadt (Antonstadt), baugeschichtlich und stadtentwicklungsgeschichtlich bedeutend | 09214941 |
|                                         | Wohnbebauung Martin-Luther-Platz: Mietshaus in Ecklage, geschlossene Bebauung (Einzeldenkmal zu ID-Nr. 09301958) | Martin-Luther-Straße 12 (Karte)                                           | um 1890 (Mietshaus)                                                     | Mietshaus in Ecklage und geschlossene Bebauung (siehe auch Sachgesamtheitsdokument obj 09301958); markanter historisierender Bau mit charakteristischer Klinker Sandstein-Fassade und reichem Dekor, Aufbau an der Ecke, markantes Wohngebäude seiner Zeit, Teil der Anlage des Martin-Luther-Platzes, baugeschichtlich und städtebaulich bedeutend | 09214942 |
|                                         | Mietshaus in geschlossener Bebauung | Martin-Luther-Straße 13 (Karte)                                           | um 1885 (Mietshaus)                                                     | Mietshaus in geschlossener Bebauung; mit Läden, repräsentativer, spätgründerzeitlicher Wohnbau mit historistischer Fassade, mit Elementen des Jugendstils überform, reich in der Ausführung, Teil der Antonstadt, baugeschichtlich und stadtentwicklungsgeschichtlich bedeutend | 09214752 |
|                                         | Wohnhaus in halboffener Bebauung | Martin-Luther-Straße 16 (Karte)                                           | um 1860 (Wohnhaus)                                                      | Teil eines Doppelwohnhauses in halboffener Bebauung (siehe auch Martin-Luther-Straße 18); zeittypischer Putzbau, Beispiel für die wenigen noch erhaltenen, zumeist zweigeschossigen Wohnhäuser aus der Mitte des 19. Jahrhunderts in der Antonstadt, baugeschichtlich und stadtentwicklungsgeschichtlich von Bedeutung | 09214943 |
|                                         | Wohnbebauung Martin-Luther-Platz: Mietshaus mit Läden in Ecklage und geschlossener Bebauung (Einzeldenkmal zu ID-Nr. 09301958) | Martin-Luther-Straße 17 (Karte)                                           | bezeichnet 1896 (Mietshaus)                                             | Einzeldenkmal der Sachgesamtheit Martin-Luther-Platz; im Flur von Stuckprofilen gerahmter Plafond mit Dekorationsmalerei, die Wände zum Teil vertäfelt, Fußbodenfließen usw., repräsentativer Wohnbau des Historismus, charakteristische Klinker-Werkstein-Fassade, Eckturm, reicher Bauschmuck, als prägnantes bauliches Zeugnis seiner Zeit baugeschichtlich bedeutend, wegen seines gestalterischen Aufwandes künstlerisch wertvoll, zudem Teil einer unverwechselbaren Platzanlage und somit auch städtebaulich von Belang | 09214753 |
|                                         | Wohnhaus in geschlossener Bebauung | Martin-Luther-Straße 18 (Karte)                                           | um 1860 (Wohnhaus)                                                      | Teil eines Doppelwohnhauses in halboffener Bebauung (siehe auch Martin-Luther-Straße 16); zeittypischer Putzbau, Beispiel für die wenigen noch erhaltenen, zumeist zweigeschossigen Wohnhäuser aus der Mitte des 19. Jahrhunderts in der Antonstadt, baugeschichtlich und stadtentwicklungsgeschichtlich von Bedeutung | 09214944 |
|                                         | Wohnbebauung Martin-Luther-Platz: Mietshaus mit Läden in geschlossener Bebauung (Einzeldenkmal zu ID-Nr. 09301958) | Martin-Luther-Straße 23 (Karte)                                           | um 1890 (Mietshaus)                                                     | Einzeldenkmal der Sachgesamtheit Martin-Luther-Platz; Flurausstattung mit Deckenmalerei (als Dekorationsmalerei) repräsentativer Wohnbau des Historismus, charakteristische Klinker-Werkstein-Fassade, Seitenrisalite, reicher Bauschmuck, als prägnantes bauliches Zeugnis seiner Zeit baugeschichtlich bedeutend, wegen seines gestalterischen Aufwandes künstlerisch wertvoll, zudem Teil einer unverwechselbaren Platzanlage und somit auch städtebaulich von Belang | 09214945 |
|                                         | Mietshaus in geschlossener Bebauung | Martin-Luther-Straße 25 (Karte)                                           | um 1890 (Mietshaus)                                                     | Mietshaus in geschlossener Bebauung; mit Läden, spätgründerzeitlicher Wohnbau mit historistischer Klinker-Sandstein-Fassade, akzentuierender Bauschmuck, Teil der Antonstadt, baugeschichtlich und stadtentwicklungsgeschichtlich bedeutend | 09214946 |
|                                         | Mietshaus in geschlossener Bebauung | Martin-Luther-Straße 29 (Karte)                                           | um 1890 (Mietshaus)                                                     | Mietshaus in geschlossener Bebauung; mit Läden, spätgründerzeitlicher Wohnbau mit historistischer Klinker-Sandstein-Fassade, akzentuierender Bauschmuck, Teil der Antonstadt, baugeschichtlich und stadtentwicklungsgeschichtlich bedeutend | 09214947 |
| Weitere Bilder                          | Wohnhaus mit seitlicher Toranlage | Martin-Luther-Straße 31 (Karte)                                           | um 1850 (Wohnhaus)                                                      | Wohnhaus mit seitlicher Toranlage in halboffener Bebauung; zeittypischer Putzbau, Beispiel für die wenigen noch erhaltenen, zumeist zweigeschossigen Wohnhäuser aus der Mitte des 19. Jahrhunderts in der Antonstadt, baugeschichtlich und stadtentwicklungsgeschichtlich von Bedeutung | 09214948 |
|                                         | Wohnhaus in halboffener Bebauung | Martin-Luther-Straße 33 (Karte)                                           | um 1860 (Wohnhaus)                                                      | Wohnhaus in halboffener Bebauung; zeittypischer Putzbau mit historisierender Fassade, Beispiel für die wenigen noch erhaltenen Wohnhäuser aus der Zeit nach 1850 in der Antonstadt, baugeschichtlich und stadtentwicklungsgeschichtlich von Bedeutung | 09214949 |
|                                         | Mietshaus in Ecklage | Martin-Luther-Straße 37 (Karte)                                           | um 1885 (Mietshaus)                                                     | Mietshaus in Ecklage und geschlossener Bebauung; mit Läden | 09214950 |
|                                         | Wohnhaus in offener Bebauung | Nordstraße 33 (Karte)                                                     | bez. 1871 (Wohnhaus)                                                    | Wohnhaus in offener Bebauung | 09215524 |
| Weitere Bilder                          | Sachgesamtheit Dr.-Becker-Häuser mit mehreren Einzeldenkmalen | Paulstraße 1; 3; 5; 7; 9; 11; 13; 15; 17 (Karte)                          | bezeichnet 1907–1908 (Wohnanlage)                                       | Sachgesamtheit Dr.-Becker-Häuser mit folgenden Einzeldenkmalen: drei Gebäudegruppen, Kriegerdenkmal sowie die Außenanlagen als Sachgesamtheitsteile; Wohnanlage des Dresdner Spar- und Bauvereins an Paulstraße und Königsbrücker Straße, Anlage baugeschichtlich und stadtentwicklungsgeschichtlich sowie künstlerisch bedeutend. | 09214670 |
| Weitere Bilder                          | Dr.-Becker-Häuser: Gebäudegruppe und Einfriedung (Einzeldenkmal zu ID-Nr. 09214670) | Paulstraße 1; 3 (Karte)                                                   | 1907–1914 und bezeichnet 1907–1908 (Mehrfamilienwohnhaus)               | Einzeldenkmal der Sachgesamtheit Dr.-Becker-Häuser; Teile einer Wohnanlage des Dresdner Spar- und Bauvereins an Paulstraße und Königsbrücker Straße, gestalterisch markante Beispiele der Reformstil-Architektur nach 1900, baugeschichtlich und stadtentwicklungsgeschichtlich sowie künstlerisch bedeutend | 09214671 |
| Weitere Bilder                          | Dr.-Becker-Häuser: Häuserzeile und Einfriedung (Einzeldenkmal zu ID-Nr. 09214670) | Paulstraße 5; 7; 9; 11 (Karte)                                            | 1907–1914 (Mehrfamilienwohnhaus)                                        | Einzeldenkmal der Sachgesamtheit Dr.-Becker-Häuser; Teile einer Wohnanlage des Dresdner Spar- und Bauvereins an Paulstraße und Königsbrücker Straße, gestalterisch markante Beispiele der Reformstil-Architektur nach 1900, baugeschichtlich und stadtentwicklungsgeschichtlich sowie künstlerisch bedeutend | 09218865 |
| Weitere Bilder                          | Dr.-Becker-Häuser: Gebäudegruppe, Kriegerdenkmal für die Gefallenen des 1. Weltkrieges und Einfriedung (Einzeldenkmal zu ID-Nr. 09214670) | Paulstraße 13; 15; 17 (Karte)                                             | 1907–1914 (Mehrfamilienwohnhaus), um 1920 (Kriegerdenkmal 1. Weltkrieg) | Einzeldenkmal der Sachgesamtheit Dr.-Becker-Häuser; Teile einer Wohnanlage des Dresdner Spar- und Bauvereins an Paulstraße und Königsbrücker Straße, gestalterisch markante Beispiele der Reformstil-Architektur nach 1900, baugeschichtlich und stadtentwicklungsgeschichtlich sowie künstlerisch bedeutend | 09218866 |
| Weitere Bilder                          | Neue Brücke | Prießnitzgrund (Karte)                                                    | um 1840 (Brücke)                                                        | Brücke; Bogenbrücke aus Sandsteinquadermauerwerk über die Prießnitz, bemerkenswert die zinnenartig gestaltete Brüstung, ortsgeschichtlich und landschaftsgestalterisch bedeutend | 09217055 |
|                                         | Mietshaus in halboffener Bebauung | Prießnitzstraße 3 (Karte)                                                 | um 1900 (Mietshaus)                                                     | Mietshaus in halboffener Bebauung | 09215106 |
|                                         | Mietshaus in geschlossener Bebauung | Prießnitzstraße 5 (Karte)                                                 | um 1900 (Mietshaus)                                                     | Mietshaus in halboffener Bebauung | 09215107 |
|                                         | Dresdner Molkerei Gebrüder Pfund | Prießnitzstraße 6 (Karte)                                                 | um 1895 (Villa)                                                         | Villa der Familie Pfund, mit Garten und Einfriedung | 09215108 |
|                                         | Dresdner Molkerei Gebrüder Pfund | Prießnitzstraße 7 (Karte)                                                 | 1900–1901 (Wohn- und Geschäftshaus)                                     | Wohn- und Geschäftshaus in halboffener Bebauung; Teil des Pfunds-Molkerei-Komplexes, Putzfassade mit Natursteinsockelgeschoss, schlichte Jugendstilformen in den Fensterrahmungen und Balkongittern, baugeschichtlich und ortsgeschichtlich bedeutend | 09215105 |
|                                         | Dresdner Molkerei Gebrüder Pfund | Prießnitzstraße 8 (Karte)                                                 | 1862 (Villa)                                                            | Villa mit Einfriedung; Wohnhaus für Rechtsanwalt und Komplementär von Pfund´s Molkerei | 09215109 |
|                                         | Dresdner Molkerei Gebrüder Pfund | Prießnitzstraße 10 (Karte)                                                | um 1860 (Villa)                                                         | Villa mit Einfriedung; Wohnhaus für mittlere Beamte der Firma Gebr. Pfund | 09215110 |
|                                         | Dresdner Molkerei Gebrüder Pfund | Prießnitzstraße 10a (Karte)                                               | 1896–1897 (Vereinshaus)                                                 | Sog. Vereinshaus; zweigeschossiges Gebäude über rechteckigem Grundriss mit Saal | 09215111 |
|                                         | Mietshaus in geschlossener Bebauung | Prießnitzstraße 11 (Karte)                                                | 1876 (Mietshaus)                                                        | Villa der Familie Pfund, mit Garten und Einfriedung | 09215112 |
|                                         | Dresdner Molkerei Gebrüder Pfund | Prießnitzstraße 12 (Karte)                                                | um 1865 (Villa)                                                         | Villa mit Einfriedung; Wohnungen für mittlere Beamte der Firma Pfund | 09215113 |
|                                         | Dresdner Molkerei Gebrüder Pfund | Prießnitzstraße 14 (Karte)                                                | um 1864 (Villa)                                                         | Villa mit Einfriedung; Wohnungen für mittlere Beamte der Firma Pfund | 09215114 |
|                                         | Doppelmietshaus in geschlossener Bebauung | Prießnitzstraße 15; 17 (Karte)                                            | um 1862 (Doppelmietshaus)                                               | Doppelmietshaus in geschlossener Bebauung | 09218867 |
|                                         | Dresdner Molkerei Gebrüder Pfund | Prießnitzstraße 16 (Karte)                                                | um 1864 (Wohnhaus)                                                      | Wohnhaus in Ecklage und offener Bebauung; | 09215115 |
|                                         | Mietshaus in Ecklage, halboffene Bebauung | Prießnitzstraße 18 (Karte)                                                | bezeichnet 1895 (Mietshaus)                                             | auffällig der Eckerker und das Portal mit Datierung | 09215116 |
|                                         | Mietshaus in geschlossener Bebauung | Prießnitzstraße 19 (Karte)                                                | um 1890 (Mietshaus)                                                     | Villa der Familie Pfund, mit Garten und Einfriedung | 09215117 |
|                                         | Mietshaus in geschlossener Bebauung | Prießnitzstraße 21 (Karte)                                                | um 1890 (Mietshaus)                                                     | Villa der Familie Pfund, mit Garten und Einfriedung | 09215118 |
|                                         | Wohnhaus in geschlossener Bebauung | Prießnitzstraße 22 (Karte)                                                | um 1855 (Wohnhaus)                                                      | noch zweigeschossiger Bau, Typ mit erhöhter Mitte, deren Öffnungen mit Segmentbögen schließen, vergleiche mit Louisenstraße 85 und benachbarten Häusern, gehört zu den älteren Gebäuden der Antonstadt, von baugeschichtlicher und besonderer stadtentwicklungsgeschichtlicher Bedeutung | 09215119 |
|                                         | Wohnhaus in geschlossener Bebauung | Prießnitzstraße 24 (Karte)                                                | um 1855 (Wohnhaus)                                                      | noch zweigeschossiger Bau, Typ mit erhöhter Mitte, deren Öffnungen mit Segmentbögen schließen, vergleiche mit Louisenstraße 85 und benachbarten Häusern, gehört zu den älteren Gebäuden der Antonstadt, von baugeschichtlicher und besonderer stadtentwicklungsgeschichtlicher Bedeutung | 09215120 |
|                                         | Mietshaus in geschlossener Bebauung | Prießnitzstraße 25 (Karte)                                                | 1890 (Mietshaus)                                                        | | 09215122 |
|                                         | Wohnhaus in geschlossener Bebauung | Prießnitzstraße 26 (Karte)                                                | um 1855 (Wohnhaus)                                                      | noch zweigeschossiger Bau, Typ mit erhöhter Mitte, deren Öffnungen mit Segmentbögen schließen, vergleiche mit Louisenstraße 85 und benachbarten Häusern, gehört zu den älteren Gebäuden der Antonstadt, von baugeschichtlicher und besonderer stadtentwicklungsgeschichtlicher Bedeutung | 09215121 |
|                                         | Wohnhaus in geschlossener Bebauung | Prießnitzstraße 27 (Karte)                                                | um 1865 (Wohnhaus)                                                      | | 09215123 |
|                                         | Wohnhaus in geschlossener Bebauung | Prießnitzstraße 30 (Karte)                                                | 1861 (Wohnhaus)                                                         | mit Laden | 09215124 |
|                                         | Mietshaus in geschlossener Bebauung | Prießnitzstraße 32 (Karte)                                                | bez. 1897 (Mietshaus)                                                   | | 09215125 |
|                                         | Mietshaus in geschlossener Bebauung | Prießnitzstraße 33 (Karte)                                                | um 1910 (Mietshaus)                                                     | | 09215126 |
|                                         | Mietshaus in geschlossener Bebauung | Prießnitzstraße 34 (Karte)                                                | um 1895 (Mietshaus)                                                     | | 09215127 |
|                                         | Mietshaus in geschlossener Bebauung | Prießnitzstraße 35 (Karte)                                                | bez. 1899 (Mietshaus)                                                   | | 09215128 |
|                                         | Mietshaus in geschlossener Bebauung | Prießnitzstraße 36 (Karte)                                                | um 1895 (Mietshaus)                                                     | | 09215129 |
|                                         | Mietshaus in geschlossener Bebauung | Prießnitzstraße 38 (Karte)                                                | um 1895 (Mietshaus)                                                     | mit Laden | 09215130 |
|                                         | Mietshaus in halboffener Bebauung | Prießnitzstraße 40 (Karte)                                                | um 1895 (Mietshaus)                                                     | | 09215132 |
|                                         | Mietshaus in Ecklage, geschlossene Bebauung | Prießnitzstraße 41 (Karte)                                                | um 1890 (Mietshaus)                                                     | | 09215133 |
|                                         | Mietshaus in Ecklage, geschlossene Bebauung | Prießnitzstraße 43 (Karte)                                                | um 1890 (Mietshaus)                                                     | mit Laden, Sitz der Künstlervereinigung Dresdner Sezession 89. | 09215134 |
|                                         | Mietshaus in geschlossener Bebauung | Prießnitzstraße 45 (Karte)                                                | um 1890 (Mietshaus)                                                     | Mietshaus in geschlossener Bebauung | 09215135 |
|                                         | Mietshaus in halboffener Bebauung | Prießnitzstraße 46 (Karte)                                                | um 1890 (Mietshaus)                                                     | Mietshaus in halboffener Bebauung | 09215136 |
|                                         | Mietshaus in geschlossener Bebauung | Prießnitzstraße 47 (Karte)                                                | um 1885 (Mietshaus)                                                     | | 09215137 |
|                                         | Spätbiedermeierliches Wohnhaus in geschlossener Bebauung | Prießnitzstraße 50 (Karte)                                                | um 1860 (Wohnhaus)                                                      | | 09215138 |
|                                         | Mietshaus in Ecklage und geschlossener Bebauung | Prießnitzstraße 51 (Karte)                                                | um 1890 (Mietshaus)                                                     | mit Laden | 09215139 |
| Direkt Bild zu diesem Denkmal hochladen | Spätbiedermeierliches Wohnhaus in Ecklage (siehe auch Hohnsteiner Straße 2) | Prießnitzstraße 52 (Karte)                                                | um 1860 (Wohnhaus)                                                      | | 09215140 |
|                                         | Wohnhaus in offener Bebauung | Prießnitzstraße 53 (Karte)                                                | um 1865 (Wohnhaus)                                                      | | 09215141 |
|                                         | Mietshaus in geschlossener Bebauung | Prießnitzstraße 56 (Karte)                                                | um 1865 (Mietshaus)                                                     | | 09215142 |
|                                         | Wohnhaus in offener Bebauung | Prießnitzstraße 63 (Karte)                                                | um 1860 (Wohnhaus)                                                      | | 09215144 |
|                                         | Mietshaus in offener Bebauung | Prießnitzstraße 65 (Karte)                                                | um 1885 (Mietshaus)                                                     | | 09215145 |
|                                         | Mietshaus in offener Bebauung | Prießnitzstraße 67 (Karte)                                                | um 1875 (Mietshaus)                                                     | | 09215146 |
|                                         | Wohnbebauung Martin-Luther-Platz: Mietshaus in Ecklage, geschlossener Bebauung (Einzeldenkmal zu ID-Nr. 09301958) | Pulsnitzer Straße 1 (Karte)                                               | bez. 1895 (Mietshaus)                                                   | Einzeldenkmal der Sachgesamtheit Martin-Luther-Platz; Mietshaus in Ecklage | 09214757 |
|                                         | Wohnbebauung Martin-Luther-Platz: Doppelmietshaus in ehemals geschlossener Bebauung, an der Fassade Wahlwerbung der SPD von 1932 (Einzeldenkmal zu ID-Nr. 09301958) | Pulsnitzer Straße 2; 4 (Karte)                                            | um 1890 (Doppelmietshaus)                                               | Einzeldenkmal der Sachgesamtheit Martin-Luther-Platz; Doppelmietshaus | 09214957 |
|                                         | Wohnhaus in geschlossener Bebauung | Pulsnitzer Straße 5 (Karte)                                               | um 1875 (Wohnhaus)                                                      | | 09214958 |
|                                         | Wohnhaus in geschlossener Bebauung | Pulsnitzer Straße 7 (Karte)                                               | um 1875 (Wohnhaus)                                                      | | 09214959 |
|                                         | Mietshaus in geschlossener Bebauung | Pulsnitzer Straße 9 (Karte)                                               | um 1890 (Mietshaus)                                                     | | 09214960 |
|                                         | Wohnbebauung Martin-Luther-Platz: Mietshaus in halboffener Bebauung (Einzeldenkmal zu ID-Nr. 09301958) | Pulsnitzer Straße 10 (Karte)                                              | bez. 1896 (oder 1886)                                                   | Einzeldenkmal der Sachgesamtheit Martin-Luther-Platz; Mietshaus in halboffener Bebauung | 09214754 |
|                                         | Wohnhaus in geschlossener Bebauung | Pulsnitzer Straße 11 (Karte)                                              | 2. V. 19. Jh. (Wohnhaus)                                                | | 09214755 |
| Weitere Bilder                          | Sachgesamtheit Alter Jüdischer Friedhof | Pulsnitzer Straße 12 (Karte)                                              | 1751 (Friedhof)                                                         | Sachgesamtheit Alter Jüdischer Friedhof in sehr gewachsener und gestalterischer Einheit mit folgenden Einzeldenkmalen: allen Grabmalen und Einfriedungsmauer einschl. Eingangstoren und Ziergittern (ID-Nr. 09214675) sowie den bewachsenen Grabfeldern, gliederndem Wegesystem und prägender Bepflanzung als Sachgesamtheitsteilen; nach besonderen religiösen Vorschriften angelegte Begräbnisstätte, baugeschichtlich, ortsgeschichtlich, sepulkralgeschichtlich und personengeschichtlich bedeutend. | 09305795 |
| Weitere Bilder                          | Alter Jüdischer Friedhof: unzählige Grabsteine, Einfriedungsmauer einschl. Eingangstoren und Ziergittern (Einzeldenkmale zu ID-Nr. 09305795) | Pulsnitzer Straße 12 (Karte)                                              | 1751 (Einfriedung)                                                      | Einzeldenkmale der Sachgesamtheit Alter Jüdischer Friedhof; nach besonderen religiösen Vorschriften angelegte Begräbnisstätte, baugeschichtlich, ortsgeschichtlich, sepulkralgeschichtlich und personengeschichtlich bedeutend | 09214675 |
|                                         | Mietshaus in Ecklage und geschlossener Bebauung | Pulsnitzer Straße 13 (Karte)                                              | bezeichnet 1899, Erbaut 1899 A.S. (Mietshaus)                           | im Erdgeschoss Laden, markanter historisierender Bau mit charakteristischer Klinker-Werkstein-Fassade, originale Flurausstattung dominiert von Deckenmalerei (als Dekorationsmalerei) und Stuckdekor, bau- und stadtentwicklungsgeschichtlich bedeutend | 09214756 |
|                                         | Wohnhaus in halboffener Bebauung | Pulsnitzer Straße 14 (Karte)                                              | um 1870 (Wohnhaus)                                                      | Wohnhaus in halboffener Bebauung | 09214961 |
| Weitere Bilder                          | Mietshaus in geschlossener Bebauung | Rothenburger Straße 1 (Karte)                                             | 1869 (Mietshaus)                                                        | mit Laden, repräsentativer Wohnbau des Historismus, Betonung der Mitte, als prägnantes architektonisches Zeugnis seiner Zeit baugeschichtlich und als Teil eines unverwechselbaren Straßenzuges städtebaulich bedeutend, mit der Fülle des Fassadendekors auch künstlerisch von Belang | 09214884 |
| Weitere Bilder                          | Mietshaus in geschlossener Bebauung | Rothenburger Straße 5 (Karte)                                             | 1865–1866 (Mietshaus)                                                   | repräsentativer Wohnbau des Historismus, als prägnantes bauliches Zeugnis seiner Zeit baugeschichtlich bedeutend, zudem Teil eines unverwechselbaren Straßenzuges und somit auch städtebaulich von Belang | 09214885 |
| Weitere Bilder                          | Mietshaus in geschlossener Bebauung | Rothenburger Straße 7 (Karte)                                             | 1865–1866 (Mietshaus)                                                   | mit Laden, repräsentativer Wohnbau des Historismus, als prägnantes architektonisches Zeugnis seiner Zeit baugeschichtlich und als Teil eines unverwechselbaren Straßenzuges städtebaulich bedeutend, mit der Fülle des Fassadendekors auch künstlerisch von Belang | 09214886 |
| Weitere Bilder                          | Mietshaus in geschlossener Bebauung | Rothenburger Straße 9 (Karte)                                             | 1866–1867 (Mietshaus)                                                   | mit Laden, repräsentativer Wohnbau des Historismus, als prägnantes architektonisches Zeugnis seiner Zeit baugeschichtlich und als Teil eines unverwechselbaren Straßenzuges städtebaulich bedeutend, mit der Fülle des Fassadendekors auch künstlerisch von Belang | 09214887 |
| Weitere Bilder                          | Mietshaus in geschlossener Bebauung | Rothenburger Straße 10 (Karte)                                            | 1869 (Mietshaus)                                                        | repräsentativer Wohnbau des Historismus, als prägnantes bauliches Zeugnis seiner Zeit baugeschichtlich bedeutend, zudem Teil eines unverwechselbaren Straßenzuges und somit auch städtebaulich von Belang | 09214888 |
| Weitere Bilder                          | Mietshaus in geschlossener Bebauung | Rothenburger Straße 11 (Karte)                                            | 1869 (Mietshaus)                                                        | markanter Wohnbau des Historismus, Betonung der Mitte, der seitlichen Vorlagen und des Erdgeschosses, als prägnantes bauliches Zeugnis seiner Zeit baugeschichtlich bedeutend, zudem Teil eines unverwechselbaren Straßenzuges und somit auch städtebaulich von Belang | 09214889 |
| Weitere Bilder                          | Mietshaus in geschlossener Bebauung | Rothenburger Straße 12 (Karte)                                            | 1868 (Mietshaus)                                                        | repräsentativer Wohnbau des Historismus, als prägnantes bauliches Zeugnis seiner Zeit baugeschichtlich bedeutend, zudem Teil eines unverwechselbaren Straßenzuges und somit auch städtebaulich von Belang | 09214890 |
| Weitere Bilder                          | Mietshaus in geschlossener Bebauung | Rothenburger Straße 13 (Karte)                                            | 1866 (Mietshaus)                                                        | repräsentatives historisierendes Wohnhaus der Vorgründerjahre, Betonung der Mitte, beinahe bis ins letzte Detail erhaltener, weitestgehend ursprünglicher Fassadenschmuck, zudem originale Ausstattung in Eingangsbereich und Treppenhaus mit Malerei (als Dekorationsmalerei), Rekonstruktion anhand zahlreicher Befunde, wohl die älteste Ausmalung in einem historisierenden Dresdner Mietshaus, Gebäude architektur- und kunsthistorisch sowie künstlerisch bedeutend | 09214891 |
| Weitere Bilder                          | Mietshaus in geschlossener Bebauung | Rothenburger Straße 14 (Karte)                                            | 1865 (Mietshaus)                                                        | repräsentativer Wohnbau des Historismus, als prägnantes bauliches Zeugnis seiner Zeit baugeschichtlich bedeutend, zudem Teil eines unverwechselbaren Straßenzuges und somit auch städtebaulich von Belang | 09214892 |
| Weitere Bilder                          | Mietshaus in geschlossener Bebauung | Rothenburger Straße 15 (Karte)                                            | 1866 (Mietshaus)                                                        | mit Läden, repräsentativer Wohnbau des Historismus, als prägnantes bauliches Zeugnis seiner Zeit baugeschichtlich bedeutend, zudem Teil eines unverwechselbaren Straßenzuges und somit auch städtebaulich von Belang | 09214893 |
| Weitere Bilder                          | Mietshaus in geschlossener Bebauung | Rothenburger Straße 16 (Karte)                                            | 1865 (Mietshaus)                                                        | repräsentativer Wohnbau des Historismus, als prägnantes bauliches Zeugnis seiner Zeit baugeschichtlich bedeutend, zudem Teil eines unverwechselbaren Straßenzuges und somit auch städtebaulich von Belang | 09214894 |
| Weitere Bilder                          | Mietshaus in geschlossener Bebauung | Rothenburger Straße 17 (Karte)                                            | 1864–1865 (Mietshaus)                                                   | repräsentativer Wohnbau des Historismus, als prägnantes bauliches Zeugnis seiner Zeit baugeschichtlich bedeutend, zudem Teil eines unverwechselbaren Straßenzuges und somit auch städtebaulich von Belang | 09218877 |
| Weitere Bilder                          | Mietshaus in geschlossener Bebauung | Rothenburger Straße 18 (Karte)                                            | 1868 (Mietshaus)                                                        | repräsentativer Wohnbau des Historismus, als prägnantes bauliches Zeugnis seiner Zeit baugeschichtlich bedeutend, zudem Teil eines unverwechselbaren Straßenzuges und somit auch städtebaulich von Belang | 09214895 |
| Weitere Bilder                          | Mietshaus in geschlossener Bebauung | Rothenburger Straße 19 (Karte)                                            | 1868 (Mietshaus)                                                        | repräsentativer Wohnbau des Historismus, als prägnantes bauliches Zeugnis seiner Zeit baugeschichtlich bedeutend, zudem Teil eines unverwechselbaren Straßenzuges und somit auch städtebaulich von Belang | 09214896 |
| Weitere Bilder                          | Mietshaus in geschlossener Bebauung | Rothenburger Straße 20 (Karte)                                            | 1864–1865 (Mietshaus)                                                   | repräsentatives historisierendes Wohnhaus der Vorgründerjahre, Betonung der Mitte und des ersten Obergeschosses als Beletage, beinahe bis ins letzte Detail erhaltener, weitestgehend ursprünglicher Fassadenschmuck, als prägnantes bauliches Zeugnis seiner Zeit baugeschichtlich bedeutend, mit der Fülle des Fassadendekors auch künstlerisch von Belang. | 09214897 |
| Weitere Bilder                          | Mietshaus in geschlossener Bebauung | Rothenburger Straße 21 (Karte)                                            | 1865 (Mietshaus)                                                        | mit Laden, repräsentativer Wohnbau des Historismus, als prägnantes bauliches Zeugnis seiner Zeit baugeschichtlich bedeutend, zudem Teil eines unverwechselbaren Straßenzuges und somit auch städtebaulich von Belang | 09214898 |
| Weitere Bilder                          | Mietshaus in geschlossener Bebauung | Rothenburger Straße 22 (Karte)                                            | um 1870 (Mietshaus)                                                     | repräsentativer Wohnbau des Historismus, als prägnantes bauliches Zeugnis seiner Zeit baugeschichtlich bedeutend, zudem Teil eines unverwechselbaren Straßenzuges und somit auch städtebaulich von Belang | 09214899 |
| Weitere Bilder                          | Mietshaus in geschlossener Bebauung | Rothenburger Straße 23 (Karte)                                            | 1865 (Mietshaus)                                                        | repräsentativer Wohnbau des Historismus, als prägnantes bauliches Zeugnis seiner Zeit baugeschichtlich bedeutend, zudem Teil eines unverwechselbaren Straßenzuges und somit auch städtebaulich von Belang | 09214900 |
| Weitere Bilder                          | Mietshaus in geschlossener Bebauung | Rothenburger Straße 24 (Karte)                                            | um 1870 (Mietshaus)                                                     | mit Läden, repräsentativer Wohnbau des Historismus, als prägnantes architektonisches Zeugnis seiner Zeit baugeschichtlich und als Teil eines unverwechselbaren Straßenzuges städtebaulich bedeutend, mit der Fülle des Fassadendekors auch künstlerisch von Belang | 09214901 |
| Weitere Bilder                          | Mietshaus in geschlossener Bebauung | Rothenburger Straße 26 (Karte)                                            | um 1870 (Mietshaus)                                                     | repräsentativer historisierender Bau der frühen Gründerjahre, als prägnantes bauliches Zeugnis seiner Zeit baugeschichtlich bedeutend, als Teil eines unverwechselbaren Straßenzuges zudem städtebaulich von Belang | 09218878 |
| Weitere Bilder                          | Mietshaus in Ecklage und in geschlossener Bebauung | Rothenburger Straße 28 (Karte)                                            | 1865 (Mietshaus)                                                        | repräsentativer Wohnbau des Historismus, als prägnantes bauliches Zeugnis seiner Zeit baugeschichtlich bedeutend, zudem Teil eines unverwechselbaren Straßenzuges und somit auch städtebaulich von Belang | 09214902 |
| Weitere Bilder                          | Mietshaus in Ecklage und in geschlossener Bebauung | Rothenburger Straße 30 (Karte)                                            | 1873 (Mietshaus)                                                        | repräsentativer historisierender Bau der frühen Gründerjahre, als prägnantes bauliches Zeugnis seiner Zeit baugeschichtlich bedeutend, als Teil eines unverwechselbaren Straßenzuges zudem städtebaulich von Belang | 09214903 |
| Weitere Bilder                          | Mietshaus in geschlossener Bebauung | Rothenburger Straße 32 (Karte)                                            | 1873 (Mietshaus)                                                        | repräsentativer historisierender Bau der frühen Gründerjahre, als prägnantes bauliches Zeugnis seiner Zeit und als Teil eines unverwechselbaren Straßenzuges baugeschichtlich und städtebaulich bedeutend, mit der Fülle des Fassadendekors auch künstlerisch von Belang | 09214904 |
| Weitere Bilder                          | Mietshaus in halboffener Bebauung, mit einer Schauseite zum Schuleingang gelegen (wohl im Zusammenhang mit Schulbau so konzipiert) | Rothenburger Straße 33 (Karte)                                            | um 1875 (Mietshaus)                                                     | repräsentativer historisierender Bau der frühen Gründerjahre, als prägnantes bauliches Zeugnis seiner Zeit baugeschichtlich bedeutend, als Teil eines unverwechselbaren Straßenzuges zudem städtebaulich von Belang | 09214912 |
| Weitere Bilder                          | Mietshaus in geschlossener Bebauung | Rothenburger Straße 34 (Karte)                                            | 1874 (Mietshaus)                                                        | repräsentativer historisierender Bau der frühen Gründerjahre, als prägnantes bauliches Zeugnis seiner Zeit baugeschichtlich bedeutend, als Teil eines unverwechselbaren Straßenzuges zudem städtebaulich von Belang | 09214905 |
| Weitere Bilder                          | V. Bürgerschule (ehem.): Schulgebäude | Rothenburger Straße 35 (Karte)                                            | 1874 (Schule)                                                           | von der Straße zurückgesetzt liegend, langgestreckter Bau, eine der älteren gründerzeitlichen Bürgerschulen der Stadt, vor allem sozialgeschichtlich von Bedeutung | 09214911 |
| Weitere Bilder                          | Mietshaus in geschlossener Bebauung | Rothenburger Straße 36 (Karte)                                            | um 1870 (Mietshaus)                                                     | repräsentativer historisierender Bau der frühen Gründerjahre, als prägnantes bauliches Zeugnis seiner Zeit baugeschichtlich bedeutend, als Teil eines unverwechselbaren Straßenzuges zudem städtebaulich von Belang | 09218879 |
| Weitere Bilder                          | Mietshaus in halboffener Bebauung, mit einer Schauseite zum Schuleingang gelegen (wohl im Zusammenhang mit Schulbau konzipiert) | Rothenburger Straße 37 (Karte)                                            | um 1875 (Mietshaus)                                                     | repräsentativer historisierender Bau der frühen Gründerjahre, als prägnantes bauliches Zeugnis seiner Zeit baugeschichtlich bedeutend, als Teil eines unverwechselbaren Straßenzuges zudem städtebaulich von Belang | 09214913 |
| Weitere Bilder                          | Mietshaus in geschlossener Bebauung | Rothenburger Straße 38 (Karte)                                            | um 1870 (Mietshaus)                                                     | repräsentativer historisierender Bau der frühen Gründerjahre, als prägnantes bauliches Zeugnis seiner Zeit und als Teil eines unverwechselbaren Straßenzuges baugeschichtlich und städtebaulich bedeutend, mit der Fülle des Fassadendekors auch künstlerisch von Belang | 09214906 |
| Weitere Bilder                          | Mietshaus in geschlossener Bebauung | Rothenburger Straße 39 (Karte)                                            | um 1880 (Mietshaus)                                                     | repräsentativer historisierender Bau der frühen Gründerjahre, als prägnantes bauliches Zeugnis seiner Zeit baugeschichtlich bedeutend, als Teil eines unverwechselbaren Straßenzuges zudem städtebaulich von Belang | 09218880 |
| Weitere Bilder                          | Mietshaus in geschlossener Bebauung | Rothenburger Straße 40 (Karte)                                            | 1875–1876 (Mietshaus)                                                   | repräsentativer historisierender Bau der frühen Gründerjahre, Betonung der Mitte und des ersten Obergeschosses als Beletage, beinahe bis ins letzte Detail erhaltener, weitestgehend ursprünglicher Fassadenschmuck, als prägnantes bauliches Zeugnis seiner Zeit und als Teil eines unverwechselbaren Straßenzuges baugeschichtlich und städtebaulich bedeutend, mit der Fülle des Fassadendekors auch künstlerisch von Belang | 09214907 |
| Weitere Bilder                          | Mietshaus in geschlossener Bebauung | Rothenburger Straße 41 (Karte)                                            | 1874 (Mietshaus)                                                        | mit Läden, repräsentativer historisierender Bau der frühen Gründerjahre, als prägnantes bauliches Zeugnis seiner Zeit baugeschichtlich bedeutend, als Teil eines unverwechselbaren Straßenzuges zudem städtebaulich von Belang | 09214908 |
| Weitere Bilder                          | Mietshaus in geschlossener Bebauung | Rothenburger Straße 42 (Karte)                                            | 1873 (Mietshaus)                                                        | mit Läden, repräsentativer historisierender Bau der frühen Gründerjahre, als prägnantes bauliches Zeugnis seiner Zeit baugeschichtlich bedeutend, als Teil eines unverwechselbaren Straßenzuges zudem städtebaulich von Belang | 09214909 |
| Weitere Bilder                          | Mietshaus in Ecklage und in geschlossener Bebauung | Rothenburger Straße 43 (Karte)                                            | 1876 (Mietshaus)                                                        | mit Läden, repräsentativer historisierender Bau der frühen Gründerjahre, als prägnantes bauliches Zeugnis seiner Zeit und als Teil eines unverwechselbaren Straßenzuges baugeschichtlich und städtebaulich bedeutend, mit der Fülle des Fassadendekors auch künstlerisch von Belang | 09214846 |
| Weitere Bilder                          | Mietshaus in geschlossener Bebauung | Rothenburger Straße 44 (Karte)                                            | 1878 (Mietshaus)                                                        | mit Ladenzone, repräsentativer historisierender Bau der frühen Gründerjahre, als prägnantes bauliches Zeugnis seiner Zeit und als Teil eines unverwechselbaren Straßenzuges baugeschichtlich und städtebaulich bedeutend, mit der Fülle des Fassadendekors auch künstlerisch von Belang | 09214910 |
| Weitere Bilder                          | Mietshaus in Ecklage in geschlossener Bebauung | Rothenburger Straße 46 (Karte)                                            | 1873 (Mietshaus)                                                        | mit Läden, repräsentativer historisierender Bau der frühen Gründerjahre, als prägnantes bauliches Zeugnis seiner Zeit und als Teil eines unverwechselbaren Straßenzuges baugeschichtlich und städtebaulich bedeutend, mit der Fülle des Fassadendekors auch künstlerisch von Belang | 09214847 |
|                                         | Mietshäuser als Teil einer Platzbebauung | Schlesischer Platz 2; 4; 8 (Karte)                                        | um 1912 (Mietshaus)                                                     | Mietshäuser als Teil einer Platzbebauung (siehe auch Antonstraße 18 und Schlesischer Platz 6) | 09214393 |
|                                         | Hansa-Hotel (ehem.) | Schlesischer Platz 6 (Karte)                                              | um 1912 (Hotel)                                                         | Hotelgebäude als Teil einer Platzbebauung (siehe auch Antonstraße 18 und Schlesischer Platz 2, 4, 8) | 09215104 |
| Weitere Bilder                          | Mietshaus in Ecklage, geschlossene Bebauung | Schönbrunnstraße 1 (Karte)                                                | um 1890 (Mietshaus)                                                     | | 09215194 |
| Weitere Bilder                          | Mietshaus in geschlossener Bebauung | Schönbrunnstraße 1b (Karte)                                               | um 1880 (Mietshaus)                                                     | | 09215195 |
| Weitere Bilder                          | Mietshaus in Ecklage, geschlossene Bebauung | Schönbrunnstraße 2 (Karte)                                                | um 1885 (Mietshaus)                                                     | | 09215196 |
| Weitere Bilder                          | Mietshaus in Ecklage, geschlossene Bebauung | Schönbrunnstraße 3 (Karte)                                                | um 1890 (Mietshaus)                                                     | | 09215197 |
| Weitere Bilder                          | Mietshaus in geschlossener Bebauung | Schönbrunnstraße 4 (Karte)                                                | um 1885 (Mietshaus)                                                     | | 09215198 |
| Weitere Bilder                          | Mietshaus in geschlossener Bebauung | Schönbrunnstraße 5 (Karte)                                                | um 1878 (lt. Adressbuch)                                                | | 09215199 |
| Weitere Bilder                          | Mietshaus in Ecklage und geschlossener Bebauung | Schönbrunnstraße 8 (Karte)                                                | um 1878 (Mietshaus)                                                     | | 09218881 |
|                                         | Klassizistisches Doppelwohnhaus in offener Bebauung | Schönbrunnstraße 13; 15 (Karte)                                           | 1862 (Doppelwohnhaus)                                                   | | 09214848 |
|                                         | Mietvilla mit Einfriedung | Schönbrunnstraße 16 (Karte)                                               | um 1865 (Mietvilla)                                                     | | 09215201 |
|                                         | Mietshaus in geschlossener Bebauung | Schönfelder Straße 1 (Karte)                                              | um 1890 (Mietshaus)                                                     | mit Laden | 09215180 |
|                                         | Zweigeschossiges Wohnhaus in geschlossener Bebauung | Schönfelder Straße 4 (Karte)                                              | 1858 (Wohnhaus)                                                         | mit Laden | 09215189 |
|                                         | Mietshaus in geschlossener Bebauung | Schönfelder Straße 5 (Karte)                                              | um 1890 (Mietshaus)                                                     | | 09215181 |
|                                         | Zweigeschossiges Wohnhaus in offener Bebauung | Schönfelder Straße 6 (Karte)                                              | um 1860 (Wohnhaus)                                                      | | 09215190 |
|                                         | Mietshaus in geschlossener Bebauung (z.Z. ungenutzt) | Schönfelder Straße 7 (Karte)                                              | um 1890 (Mietshaus)                                                     | | 09215182 |
|                                         | Zweigeschossiges Wohnhaus in geschlossener Bebauung | Schönfelder Straße 8 (Karte)                                              | um 1860 (Wohnhaus)                                                      | | 09215191 |
|                                         | Mietshaus in geschlossener Bebauung | Schönfelder Straße 11 (Karte)                                             | um 1885 (Mietshaus)                                                     | | 09215183 |
|                                         | Mietshaus in geschlossener Bebauung | Schönfelder Straße 13 (Karte)                                             | um 1885 (Mietshaus)                                                     | charakteristisches und weitgehend authentisch erhaltenes spätgründerzeitliches Mietshaus, bildet markantes Ensemble mit benachbarten Häusern, baugeschichtlich und stadtentwicklungsgeschichtlich bedeutend | 09215184 |
|                                         | Wohnhaus in geschlossener Bebauung | Schönfelder Straße 14 (Karte)                                             | um 1855 (Wohnhaus)                                                      | | 09215192 |
|                                         | Mietshaus in geschlossener Bebauung | Schönfelder Straße 15 (Karte)                                             | um 1900 (Mietshaus)                                                     | mit Laden, charakteristisches und weitgehend authentisch erhaltenes spätgründerzeitliches Mietshaus mit historisierender Klinker-Werkstein-Putz-Fassade, bildet markantes Ensemble mit benachbarten Häusern, baugeschichtlich und stadtentwicklungsgeschichtlich bedeutend | 09215185 |
|                                         | Wohnhaus in geschlossener Bebauung | Schönfelder Straße 16 (Karte)                                             | um 1855 (Wohnhaus)                                                      | | 09215193 |
|                                         | Mietshaus in geschlossener Bebauung | Schönfelder Straße 17 (Karte)                                             | um 1890 (Mietshaus)                                                     | charakteristisches und weitgehend authentisch erhaltenes spätgründerzeitliches Mietshaus mit historisierender Klinker-Werkstein-Fassade, bildet markantes Ensemble mit benachbarten Häusern, baugeschichtlich und stadtentwicklungsgeschichtlich bedeutend | 09215186 |
|                                         | Mietshaus in geschlossener Bebauung | Schönfelder Straße 19 (Karte)                                             | bezeichnet 1903 (Mietshaus)                                             | charakteristisches und weitgehend authentisch erhaltenes spätgründerzeitliches Mietshaus mit historisierender Klinker-Werkstein-Fassade, bildet markantes Ensemble mit benachbarten Häusern, baugeschichtlich und stadtentwicklungsgeschichtlich bedeutend | 09215187 |
|                                         | Mietshaus in Ecklage und geschlossene Bebauung | Schönfelder Straße 21 (Karte)                                             | um 1880 (Mietshaus)                                                     | mit Laden | 09215188 |
| Weitere Bilder                          | Mietshaus in geschlossener Bebauung | Schwepnitzer Straße 1 (Karte)                                             | um 1890 (Mietshaus)                                                     | eigenwillig und für eine Nebenstraße vergleichsweise repräsentativ gestaltetes gründerzeitliches Wohngebäude mit historisierender Fassade, Auflockerung des Baukörpers durch deutlich zurückgesetzte Mitte, hinter der aufwendigen Eingangstür großzügiges Treppenhaus, Eingangsachse zudem durch Balkone betont, auffällig auch die kräftig hervortretenden Fenstereinfassungen, Gebäude baugeschichtlich und auch künstlerisch bedeutend | 09214763 |
| Weitere Bilder                          | Mietshaus in Ecklage, geschlossene Bebauung | Schwepnitzer Straße 2 (Karte)                                             | um 1876 (lt. Adressbuch)                                                | charakteristische, historisierende Putz-Sandstein-Fassade, besonderer Akzent durch verbrochene Ecke mit Balkon, Teil eines auffälligen gründerzeitlichen Gevierts, baugeschichtlich und stadtentwicklungsgeschichtlich von Bedeutung | 09214764 |
| Weitere Bilder                          | Mietshaus in geschlossener Bebauung | Schwepnitzer Straße 3 (Karte)                                             | um 1890 (Mietshaus)                                                     | | 09214765 |
| Weitere Bilder                          | Mietshaus in Ecklage, geschlossene Bebauung | Schwepnitzer Straße 5 (Karte)                                             | um 1890 (Mietshaus)                                                     | | 09214767 |
| Weitere Bilder                          | Mietshaus in geschlossener Bebauung | Sebnitzer Straße 3 (Karte)                                                | um 1895 (Mietshaus)                                                     | | 09215215 |
| Weitere Bilder                          | Mietshaus in geschlossener Bebauung | Sebnitzer Straße 5 (Karte)                                                | um 1895 (Mietshaus)                                                     | | 09215216 |
|                                         | Mietshaus in ehem. geschlossener Bebauung | Sebnitzer Straße 6 (Karte)                                                | um 1900 (Mietshaus)                                                     | | 09215218 |
| Weitere Bilder                          | Mietshaus in ehem. geschlossener Bebauung | Sebnitzer Straße 7 (Karte)                                                | um 1895 (Mietshaus)                                                     | | 09215217 |
|                                         | Mietshaus in geschlossener Bebauung | Sebnitzer Straße 10 (Karte)                                               | bez. 1902 (Mietshaus)                                                   | | 09215221 |
| Weitere Bilder                          | Mietshaus in Ecklage, geschlossene Bebauung | Sebnitzer Straße 11 (Karte)                                               | um 1885 (Mietshaus)                                                     | | 09214762 |
|                                         | Mietshaus in geschlossener Bebauung | Sebnitzer Straße 12 (Karte)                                               | um 1900 (Mietshaus)                                                     | originale Flur-und Treppenhausausstattung mit Stuckdekor | 09215222 |
|                                         | Mietshaus in geschlossener Bebauung | Sebnitzer Straße 14 (Karte)                                               | um 1900 (Mietshaus)                                                     | Flur- und Treppenhausausstattung mit vollständig erhaltener, originaler Jugendstil-Ausmalung als Dekorationsmalerei und Stuckdekor, baugeschichtlich und künstlerisch bedeutend | 09215223 |
|                                         | Mietshaus in geschlossener Bebauung | Sebnitzer Straße 16 (Karte)                                               | um 1900 (Mietshaus)                                                     | | 09215224 |
|                                         | Mietshaus in halboffener Bebauung | Sebnitzer Straße 17 (Karte)                                               | um 1875 (Mietshaus)                                                     | | 09215219 |
|                                         | Mietshaus in halboffener Bebauung | Sebnitzer Straße 18 (Karte)                                               | um 1900 (Mietshaus)                                                     | | 09215225 |
|                                         | Mietshaus in halboffener Bebauung | Sebnitzer Straße 19 (Karte)                                               | um 1875 (Mietshaus)                                                     | | 09215220 |
|                                         | Mietshaus in halboffener Bebauung | Sebnitzer Straße 24 (Karte)                                               | um 1895 (Mietshaus)                                                     | | 09215227 |
|                                         | Mietshaus in halboffener Bebauung | Sebnitzer Straße 25 (Karte)                                               |                                                                         | | 09215226 |
|                                         | Mietshaus in geschlossener Bebauung | Sebnitzer Straße 26 (Karte)                                               | um 1895 (Mietshaus)                                                     | | 09215228 |
|                                         | Arbeiterwohnhäuser mit Hintergebäuden, Hofbereich und Kinderspielflächen | Sebnitzer Straße 27; 29; 29a; 29b; 29c; 31 (Karte)                        | 1889–1890 (Wohnhaus)                                                    | als frühe Beispiele des sozialen Wohnungsbaus in Dresden von besonderer baugeschichtlicher, ortsgeschichtlicher und sozialgeschichtlicher Bedeutung | 09215179 |
|                                         | Mietshaus in geschlossener Bebauung | Sebnitzer Straße 28 (Karte)                                               | um 1895 (Mietshaus)                                                     | | 09215229 |
|                                         | Mietshaus in geschlossener Bebauung | Sebnitzer Straße 30 (Karte)                                               | um 1867 (Mietshaus)                                                     | | 09215173 |
|                                         | Mietshaus in geschlossener Bebauung | Sebnitzer Straße 32 (Karte)                                               | um 1867 (Mietshaus)                                                     | | 09215174 |
|                                         | Mietshaus in geschlossener Bebauung, mit Hintergebäude | Sebnitzer Straße 33 (Karte)                                               | um 1900 (Mietshaus)                                                     | möglicherweise in Anlehnung an die Häuser des »Johannes-Vereins« gestaltet. Der Johannes-Verein stand unter dem Protektorat von Königin Carola und hatte soziale Aufgaben. | 09215230 |
|                                         | Mietshaus in geschlossener Bebauung | Sebnitzer Straße 34 (Karte)                                               | um 1867 (Mietshaus)                                                     | | 09215175 |
|                                         | Mietshaus in geschlossener Bebauung, mit Hintergebäude | Sebnitzer Straße 35 (Karte)                                               | um 1900 (Mietshaus)                                                     | möglicherweise in Anlehnung an die Häuser des »Johannes-Vereins« gestaltet | 09215231 |
|                                         | Wohnhaus mit Gaststätte im Erdgeschoss in Ecklage und geschlossener Bebauung | Sebnitzer Straße 36 (Karte)                                               | um 1860 (Wohnhaus)                                                      | | 09215232 |
|                                         | Mietshaus in geschlossener Bebauung | Sebnitzer Straße 37 (Karte)                                               | um 1900 (Mietshaus)                                                     | | 09215234 |
|                                         | Wohnhaus in geschlossener Bebauung | Sebnitzer Straße 38 (Karte)                                               | um 1860 (Wohnhaus)                                                      | | 09215233 |
|                                         | Mietshaus in geschlossener Bebauung | Sebnitzer Straße 39 (Karte)                                               | um 1900 (Mietshaus)                                                     | | 09215235 |
|                                         | Wohnhaus in geschlossener Bebauung | Sebnitzer Straße 41 (Karte)                                               | um 1867 (Wohnhaus)                                                      | | 09215178 |
|                                         | Mietshaus in geschlossener Bebauung | Sebnitzer Straße 45 (Karte)                                               | um 1895 (Mietshaus)                                                     | | 09215238 |
|                                         | Mietshaus in geschlossener Bebauung | Sebnitzer Straße 47 (Karte)                                               | um 1895 (Mietshaus)                                                     | | 09215237 |
|                                         | Mietshaus in halboffener Bebauung | Sebnitzer Straße 48 (Karte)                                               | um 1895 (Mietshaus)                                                     | | 09215240 |
|                                         | Mietshaus in halboffener Bebauung | Sebnitzer Straße 49 (Karte)                                               | um 1895 (Mietshaus)                                                     | | 09215236 |
|                                         | Mietshaus in geschlossener Bebauung | Sebnitzer Straße 50 (Karte)                                               | um 1867 (Mietshaus)                                                     | | 09215239 |
|                                         | Mietshaus in geschlossener Bebauung | Sebnitzer Straße 52 (Karte)                                               | um 1867 (Mietshaus)                                                     | mit Laden | 09215177 |
|                                         | Mietshaus in geschlossener Bebauung | Sebnitzer Straße 54 (Karte)                                               | um 1875 (Mietshaus)                                                     | mit Laden | 09215176 |
|                                         | Mietshaus in halboffener Bebauung | Sebnitzer Straße 57 (Karte)                                               | um 1900 (Mietshaus)                                                     | reicher Fassadenschmuck und Stuckdekor im Innern | 09215241 |
|                                         | Georg Vetter Holz-und Kohlehandlung (ehem.): Wohnhaus in geschlossener Bebauung | Sebnitzer Straße 59 (Karte)                                               | 1928 (laut Auskunft einer Bewohnerin)                                   | | 09215242 |
| Direkt Bild zu diesem Denkmal hochladen | Parkanlage (Hechtpark) | Stauffenbergallee (Karte)                                                 | Letztes Viertel 19. Jahrhundert                                         | Ursprünglich als drei getrennte Mannschaftsgärten für die Erholung der Soldaten und Offiziere der drei gegenüber liegenden Kasernen geschaffen, nach dem Zweiten Weltkrieg Nutzung als Volkspark, orts-, militär- und gartengeschichtlich sowie städtebaulich bedeutend. Die Entstehung des Hechtparks steht im direkten Zusammenhang mit der der ehemaligen Garnisonstadt Albertstadt. 1873 wurden die Pläne für den Bau einer Kasernenanlage durch die Sächsische Ständeversammlung angenommen und die Errichtung der Garnison begonnen. Diese wurde 1877 zu Ehren des Königs Albertstadt genannt. Die Konzeption der Garnisonstadt war durch einheitliche Gliederungsprinzipien gekennzeichnet: die Baukörper waren so angeordnet, dass sie Hofräume und Achsen bildeten. Dabei waren die Wohnräume der Offiziere und Mannschaften zur Stadt ausgerichtet, die Funktionsräume zur Hofseite. Die Albertstadt war darüber hinaus mit großzügigen Außenanlagen ausgestattet. Die Gebäude besaßen Vorgärten, Offiziersgärten sowie Waldparkanlagen für die Mannschaften an den Kasernen. Um 1880 entstanden mit den Gebäuden des Artillerieregiments, des Trainregiments sowie des Kavallerieregiments in der Stauffenbergallee drei diesen zugeordnete Mannschaftsgärten. Nach dem Zweiten Weltkrieg wurde die Anlage der Öffentlichkeit zugänglich gemacht und als Volkspark genutzt. Sie entwickelte sich zu einem der wichtigsten Stadtparks von Dresden, der im Zusammenwirken mit den dahinter befindlichen Militärbauten eine beachtliche städtebauliche Wirkung entfaltet. Die Albertstadt mit dem Hechtpark gilt als einer der größten zusammenhängenden Militärstandorte in Deutschland und als nahezu einzigartige Militärstadt. Damit ist sie ein wichtiges Zeugnis der Militärgeschichte und von Seltenheitswert. Darüber hinaus ist der Hechtpark als Militärpark mit landschaftlichem Wegesystem und offenen bzw. geschlossenen Gehölzbeständen, der für die Erholung der Soldaten geschaffen wurde, auch von gartenhistorischer Bedeutung. In seiner Gestaltung ist er bis heute kaum verändert und somit von großer Authentizität. | 09307154 |
|                                         | Mietshaus in offener Bebauung | Stauffenbergallee 11 (Karte)                                              | um 1895 (Mietshaus)                                                     | charakteristischer spätgründerzeitlicher Wohnbau mit historisierender Klinker-Werkstein-Fassade, belebt von diversem Dekor, baugeschichtlich und stadtentwicklungsgeschichtlich von Bedeutung | 09304396 |
|                                         | Mietshaus in geschlossener Bebauung | Talstraße 2 (Karte)                                                       | um 1900 (Mietshaus)                                                     | | 09215249 |
|                                         | Mietshaus in geschlossener Bebauung | Talstraße 3 (Karte)                                                       | um 1867 (Mietshaus)                                                     | | 09215243 |
|                                         | Mietshaus in geschlossener Bebauung | Talstraße 4 (Karte)                                                       | um 1900 (Mietshaus)                                                     | | 09215250 |
|                                         | Mietshaus in geschlossener Bebauung mit Hintergebäude | Talstraße 6 (Karte)                                                       | um 1900 (Mietshaus)                                                     | | 09215244 |
|                                         | Mietshaus in geschlossener Bebauung | Talstraße 7 (Karte)                                                       | um 1900 (Mietshaus)                                                     | | 09215252 |
|                                         | Mietshaus in geschlossener Bebauung mit zwei Hintergebäuden und Pflasterung im zweiten Hof | Talstraße 8 (Karte)                                                       | um 1900 (Mietshaus)                                                     | (letztes Hintergebäude nur eingeschossiger Teil) | 09215245 |
|                                         | Mietshaus in halboffener Bebauung | Talstraße 9 (Karte)                                                       | um 1900 (Mietshaus)                                                     | Wohnbau aus dem Ende des 19. Jahrhunderts mit charakteristischer Klinker-Sandstein-Fassade und historisierendem Bauschmuck, Eingangs- und Balkonachse betont, Teil des bemerkenswerten gründerzeitlichen Viertels Antonstadt, bau- und stadtentwicklungsgeschichtlich bedeutend | 09215246 |
|                                         | Mietshaus in halboffener Bebauung | Talstraße 10 (Karte)                                                      | um 1900 (Mietshaus)                                                     | | 09215248 |
|                                         | Mietshaus in ehem. geschlossener Bebauung | Talstraße 15 (Karte)                                                      | um 1885 (Mietshaus)                                                     | | 09215251 |
|                                         | Mietshaus in geschlossener Bebauung | Talstraße 16 (Karte)                                                      | um 1875 (Mietshaus)                                                     | | 09215247 |
| Weitere Bilder                          | Wohnanlage Timaeusstraße: 11 Häuser einer Wohnanlage der Heimstättengenossenschaft Sachsenland (Einzeldenkmal zu ID-Nr. 09214550, Alaunstraße 73, 75) | Timaeusstraße 1; 3; 5; 7; 9; 11; 13; 15; 17; 19; 21 (Karte)               | 1936–1939 (Mehrfamilienwohnhaus)                                        | Einzeldenkmal der Sachgesamtheit Wohnanlage Timaeusstraße; bau- und stadtentwicklungsgeschichtlich bedeutend | 09214551 |
| Direkt Bild zu diesem Denkmal hochladen | Wohnanlage Timaeusstraße: Häuser einer Wohnanlage der Heimstättengenossenschaft Sachsenland (Einzeldenkmal zu ID-Nr. 09214550, Alaunstraße 73, 75) | Timaeusstraße 2; 4 (Karte)                                                | 1936–1939 (Mehrfamilienwohnhaus)                                        | Einzeldenkmal der Sachgesamtheit Wohnanlage Timaeusstraße; bau- und stadtentwicklungsgeschichtlich bedeutend | 09218890 |
| Direkt Bild zu diesem Denkmal hochladen | Wohnanlage Timaeusstraße: Vier Häuser einer Wohnanlage der Heimstättengenossenschaft Sachsenland (Einzeldenkmal zu ID-Nr. 09214550, Alaunstraße 73 und 75) | Timaeusstraße 6; 8; 10; 12 (Karte)                                        | 1936–1939 (Mehrfamilienwohnhaus)                                        | Einzeldenkmal der Sachgesamtheit Wohnanlage Timaeusstraße; bau- und stadtentwicklungsgeschichtlich bedeutend | 09218891 |
| Direkt Bild zu diesem Denkmal hochladen | Wohnanlage Timaeusstraße: Haus einer Wohnanlage der Heimstättengenossenschaft Sachsenland (Einzeldenkmal zu ID-Nr. 09214550, Alaunstraße 73 und 75) | Timaeusstraße 14 (Karte)                                                  | 1936–1939 (Mehrfamilienwohnhaus)                                        | Einzeldenkmal der Sachgesamtheit Wohnanlage Timaeusstraße; bau- und stadtentwicklungsgeschichtlich bedeutend | 09218892 |
|                                         | Wohnanlage Timaeusstraße: Vier Häuser einer Wohnanlage der Heimstättengenossenschaft Sachsenland (Einzeldenkmal zu ID-Nr. 09214550, Alaunstraße 73 und 75) | Timaeusstraße 16; 18; 20; 22 (Karte)                                      | 1936–1939 (Mehrfamilienwohnhaus)                                        | Einzeldenkmal der Sachgesamtheit Wohnanlage Timaeusstraße; bau- und stadtentwicklungsgeschichtlich bedeutend | 09218893 |

## Ehemalige Kulturdenkmale
| Bild                                    | Bezeichnung                         | Lage                           | Datierung | Beschreibung | ID |
| --------------------------------------- | ----------------------------------- | ------------------------------ | --------- | --- | -- |
| Weitere Bilder                          | Mietvilla                           | Eschenstraße 4 (Karte)         |           | |    |
| Weitere Bilder                          | Mietvilla mit Einfriedung           | Eschenstraße 8 (Karte)         |           | |    |
|                                         | Mietshaus in geschlossener Bebauung | Förstereistraße 19a (Karte)    |           | |    |
| Direkt Bild zu diesem Denkmal hochladen | Hinterhaus                          | Pulsnitzer Straße 09a (Karte)  |           | |    |
| Weitere Bilder                          | Wohnhaus                            | Scheunenhofstraße 3 (Karte)    |           | ehemalige Kohlenhandlung Wendt; Das Haus kam in Erich Kästners Autobiografie Als ich ein kleiner Junge war vor, seine Mutter brachte dorthin die Wäsche zum Waschen. Das Haus wurde 2016 abgerissen. |    |
| Direkt Bild zu diesem Denkmal hochladen | Hinterhaus                          | Schönfelder Straße 15a (Karte) |           | |    |
|                                         | Mietshaus in geschlossener Bebauung | Talstraße 5 (Karte)            |           | |    |

## Ausführliche Denkmaltexte
1. 1 2 3 4  
Das Wohngebäude liegt in der Äußeren Neustadt, genauer gesagt, in der Antonstadt. Die Antonstadt gehört mit ihrer Bebauung zu den letzten geschlossenen Vierteln des 19. Jahrhunderts in Europa. Anders als die Dresdner Altstadt blieb das Quartier zwischen Königsbrücker Straße, Bischofsweg, Prießnitz- und Bautzner Straße während des Bombenangriffs am 13. Februar 1945 weitestgehend verschont. Bereits 1745 hatte Oberlandbaumeister Julius Heinrich Schwarze (1706–1775) einen Bebauungsplan für die Antonstadt, damals noch „Neuer Anbau auf dem Sand“ genannt, erarbeitet. Größere Ansiedlungen erfolgten aber erst nach der Zerstörung Dresdens durch die Preußen im Jahre 1760, als sich obdachlose Bürger hier niederließen. Das Erscheinungsbild des Anbaus wurde im Laufe der Zeit von niedrigen zweigeschossigen Häusern geprägt. Mit der Industrialisierung nach 1850 wandelte sich die Antonstadt zu einem dicht bevölkertem Viertel mit hohem Arbeiteranteil. Abgesehen davon wohnten ganz unterschiedliche Leute hier. Den anfänglich dreigeschossigen Wohnhäusern/Mietshäusern folgten etwa seit 1865 viergeschossige, öfters auch sehr repräsentative Beispiele. Bei dem hier zu beurteilenden Objekt handelt es sich um ein weitgehend ursprünglich erhaltenes Antonstädter Wohnhaus, das Mitte der 1850er Jahre errichtet wurde, und bereits als vierstöckiger Bau (einschließlich Dachgeschoss). 
Es dokumentiert somit einen Abschnitt in der Entwicklung der Wohnhausarchitektur Mitte des 19. Jahrhunderts, was seine baugeschichtliche Bedeutung begründet. Die damals entstandenen Wohnbauten zeigten noch schlichte, zumeist horizontal gegliederte Fassaden mit spätklassizistischen Elementen, wie genutete Erdgeschossen, bei der Louisenstraße 95 ursprünglich mit Sicherheit vorhanden, gerade Fensterbedachungen, gelegentlichen Dreiecksgiebel usw. Das Gebäude zeigt wie die Antonstadt ab 1850 bebaut wurde. Deshalb ist es auch stadtentwicklungsgeschichtliche bedeutend.
2. ↑  
Auf dem Deckenplafond in der großen Durchfahrt des herrschaftlichen Mietshauses Martin-Luther-Platz 10 ist eine besonders prächtige und zugleich humorvolle Darstellung der Himmelspforte in einem schweren, barock wirkenden Stuckrahmen abgebildet. Im Mittelpunkt des 1896 geschaffenen Gemäldes steht der von Heiligen und Engeln umgebene Petrus. Die überraschte Gesellschaft schaut auf einen Fesselballon, der aus den Wolken hervorkommt und sich langsam auf die Pforte zu bewegt (aus: Müller, Michael: Dekor und Bildmotive in Dresdner Wohnbauten der Gründerzeit. In: Ästhetik und Wissenschaft. Beiträge zur Restaurierung und Denkmalpflege. Arbeitsheft 8. Landesamt für Denkmalpflege Sachsen o. J. [2006], S. 169, bearbeitet).
3. ↑  
Sachgesamtheit Dr.-Becker-Häuser mit folgenden Einzeldenkmalen: drei Gebäudegruppen, Kriegerdenkmal für die Gefallenen des 1. Weltkrieges und Einfriedung (Einzeldenkmalein der Paulstraße 1/3 mit Königsbrücker Straße 78 – ID-Nr. 09214671, Paulstraße 5–11 – ID-Nr. 09218865 und Paulstraße 13–17 – ID-Nr. 09218866) sowie den Außenanlagen als Sachgesamtheitsteilen; Wohnanlage des Dresdner Spar- und Bauvereins an Paulstraße und Königsbrücker Straße, im Ganzen symmetrische gegliedert, mit einer zurückgesetzten, mittleren Wohnhauszeile und zwei flankierenden Baukörpern über L- förmigem Grundriss, markantes Beispiel der versachlichten Bauweise oder Reformstilarchitektur nach 1900 mit wohlproportionierten Baukuben, ausgeprägten Dachlandschaften und zurückhaltendem, nur betonendem Baumschmuck, Werk des vor allem in Sachsen, aber auch darüber hinaus bekannten Architekturbüros Schilling & Graebner, Anlage baugeschichtlich und stadtentwicklungsgeschichtlich sowie künstlerisch bedeutend, benannt nach Dr. Becker, Vorstandsvorsitzender der Wohnungsbaugenossenschaft „Dresdner Bau- und Sparverein“ (gegr. 1883).
4. ↑  
Das 1864–1865 wohl durch den Bauunternehmer Johann Traugott Wehnert, laut Adressbuch 1864 der Eigentümer des Grundstücks, errichtete Mietshaus Rothenburger Straße 20 in Dresden, OT Äußere Neustadt bildet ein repräsentatives und für die Zeit charakteristisches historisierendes Wohnhaus der Vorgründerjahre. Betont werden insbesondere die Mittelachse über dem Eingang und das erste Obergeschoss als Beletage. Der weitestgehend ursprüngliche Fassadenschmuck hat sich beinahe bis ins letzte Detail erhalten. Als prägnantes bauliches Zeugnis seiner Zeit ist der aufwendig gestaltete Bau architekturgeschichtlich bedeutend, mit der Fülle des Fassadendekors auch künstlerisch von Belang. Stilistisch bewegt sich die Fassadengestaltung zwischen Spätklassizismus und Neorenaissance. Die Denkmaleigenschaft wird durch den gesteigerten Aussagewert zusammen mit der zeitgleich entstanden Nachbarbebauung noch gesteigert. Viele der Gebäude in der Rothenburger Straße wurden bereits in der Fachliteratur gewürdigt.